# Équipe cycliste Canyon-SRAM zondacrypto
L'équipe cycliste Canyon-zondacrypto est une équipe cycliste féminine allemande. Elle est issue de l'équipe T-Mobile créée en 2002 et a également portée le nom de High Road, Columbia, Columbia-Highroad, Columbia-HTC, HTC-Columbia, HTC-Highroad et Specialized-Lululemon au cours de son histoire. Elle a également alterné entre le pavillon allemand et américain. L'homme d'affaires américain Bob Stapleton a pris une grande part dans sa formation, puis a dirigé directement l'équipe, conjointement avec l'équipe masculine, de 2005 à 2011. En 2012, après l'arrêt de l'équipe masculine, Kristy Scrymgeour reprend l'équipe féminine. Son directeur sportif est Ronny Lauke depuis 2008. En 2016, ce dernier devient directeur de la formation.
Durant ses deux premières années d'existence, l'équipe fait office de sélection nationale américaine permanente avec pour objectif la préparation des jeux olympiques de 2004. Deirdre Demet-Barry obtient finalement la médaille d'argent en contre-la-montre à Athènes. La sprinteuse allemande Ina-Yoko Teutenberg est recrutée en 2005, Judith Arndt l'année suivante. La première reste jusqu'en 2013 en tant que coureuse, la seconde jusque fin 2011. À elles deux, elles permettent à l'équipe d'atteindre la première place du classement UCI en 2007 et 2008, ainsi qu'en coupe du monde en 2008, année où Judith Arndt remporte également l'épreuve à titre individuel.
En 2012, l'équipe change de structure mais garde les mêmes coureuses. La présence d'Evelyn Stevens et d'Ellen van Dijk notamment permettent à l'équipe de rester au premier plan avec la deuxième place du classement UCI en 2012 et 2014 et la troisième en 2013. L'équipe fait également du contre-la-montre par équipes son terrain de prédilection  et remporte les quatre premiers championnats du monde de la discipline ainsi que l'Open de Suède Vårgårda quatre fois de rangs.
Evelyn Stevens quitte l'équipe en 2015, Lisa Brennauer devient la leader de l'équipe. Elle remporte ainsi le Women's Tour. L'équipe recule néanmoins dans la hiérarchie mondiale. En 2016, elle change complètement de structure. La saison est difficile sur le plan sportif. Le recrutement de Pauline Ferrand-Prévot en 2017 ne change pas la donne : Canyon-Sram termine septième du classement UCI sans victoire majeure. 2018 marque l'arrivée de Katarzyna Niewiadoma et le départ de Lisa Brennauer. La Polonaise remporte le Trofeo Alfredo Binda tandis que la formation renoue avec la victoire sur les championnats du monde de contre-la-montre par équipes. En 2019, Niewiadoma gagne l'Amstel Gold Race. Ces deux saisons, Canyon-SRAM est quatrième mondiale avec dix-huit victoires à chaque fois. La saison 2020, marquée par le Covid, est plus décevante et n'est sauvée que par la seconde place au Tour d'Italie de Niewiadoma. La troisième place au championnat du monde de celle-ci est avec sa deuxième place à la Flèche wallonne le résultat le plus significatif de la saison. En 2022, elle est troisième du Tour de France. Malgré sa régularité, l'équipe ne comptabilise qu'une victoire sur route au terme de la saison.

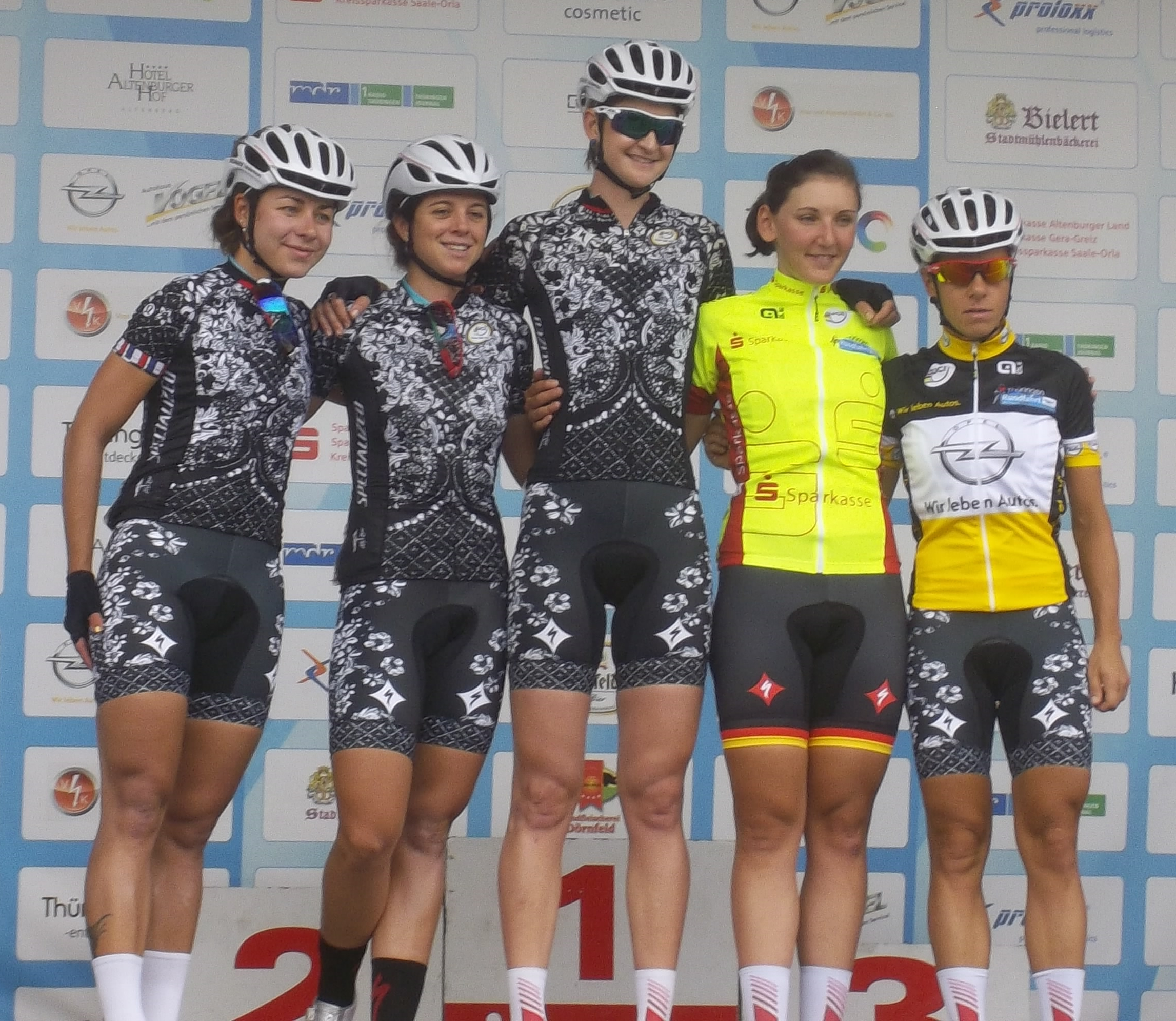
Équipe au Tour de Thuringe

## Histoire de l'équipe

### 2002-2005: l'époque américaine

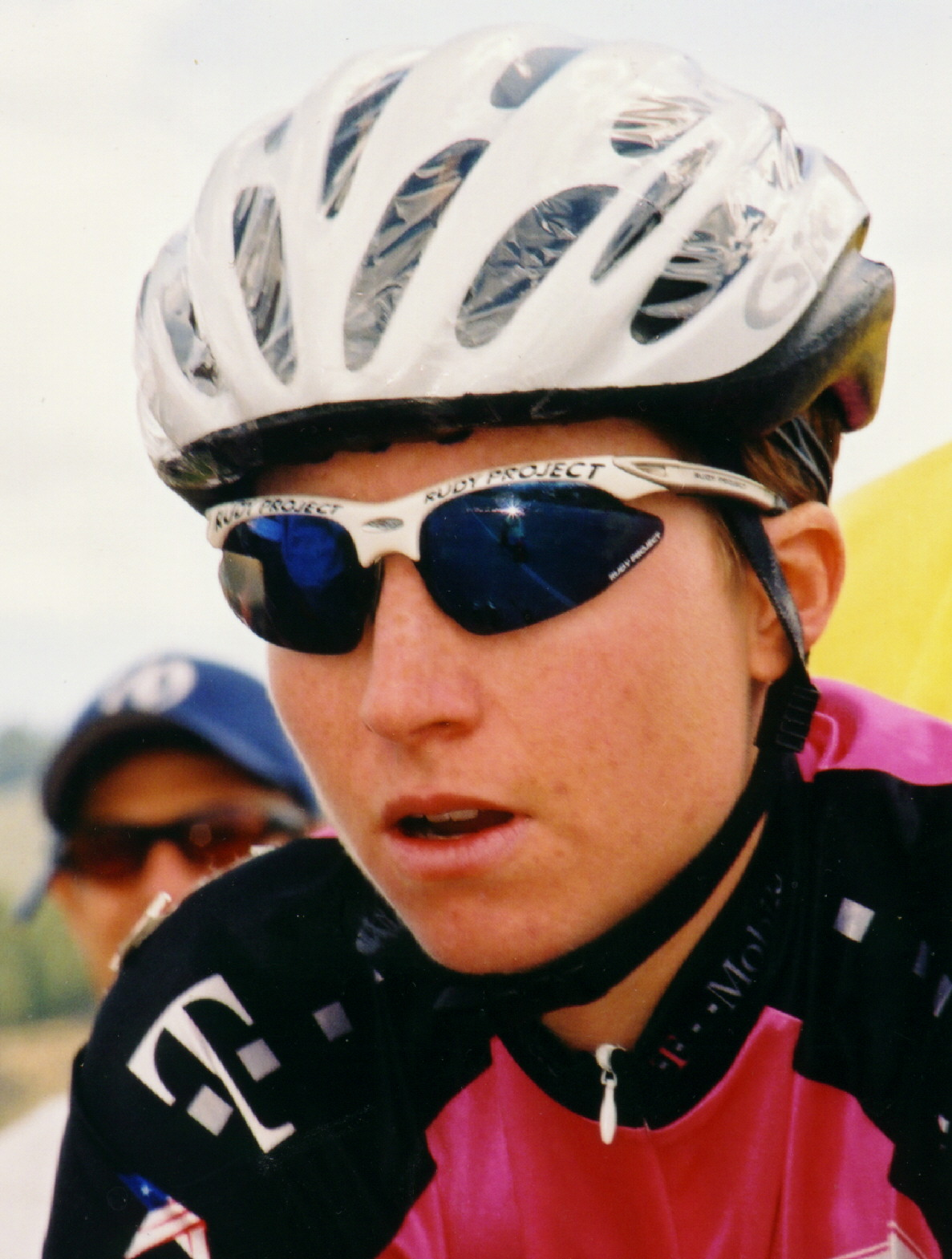
Amber Neben est un des piliers de l'équipe entre 2002 et 2004

#### Saison 2002
T-Mobile USA devient le sponsor de l'équipe Cannondale-USA en avril, l'équipe est alors renommée T-Mobile. Jim Miller en est le directeur sportif. Amber Neben est la leader de l'équipe, elle remporte notamment une étape et le classement général du Gracia Orlova. Deirdre Demet-Barry rejoint l'équipe au cours de la saison,. À la fin de la saison, l'équipe est onzième au classement UCI.

#### Saison 2003
En novembre 2002, l'équipe T-Mobile féminine 2003 est présentée à Tucson en Arizona. Elle est directement gérée par le comité olympique américain et est sponsorisée par T-Mobile USA. Bob Stapleton, vice-président de la société  est fortement impliqués dans la mise en place de l'équipe. Voicestream, la société de Stapleton, est également sponsor. Jim Miller reste directeur sportif. Toutes les coureuses de l'équipe sont américaines, l'équipe est une sorte de sélection nationale permanente. L'équipe doit permettre au cyclisme de se développer aux États-Unis et vise alors les jeux olympiques de 2004. Les principales coureuses de l'équipe sont Deirdre Barry, Amber Neben, Kimberly Bruckner, Kristin Armstrong ainsi que la prometteuse Sarah Hammer,,,.
La saison est marquée par la domination de l'équipe sur les championnats des États-Unis sur route. En contre-la-montre, l'équipe réalise un quintuplé avec dans l'ordre Kimberly Bruckner, Deirdre Barry, Amber Neben, Kristin Armstrong et Katrina Grove. Sur l'épreuve en ligne, elle réalise un triplé : dans l'ordre Neben, Armstrong et Bruckner,. Un autre moment important de la saison est la victoire d'Amber Neben au Tour du Grand Montréal. 
En juillet, Kimberly Bruckner gagne la dernière étape du Tour de Thuringe,. Kimberly Bruckner gagne également les jeux panaméricains contre-la-montre. Bruckner voit sa saison écourtée à cause d'une tumeur.

#### Saison 2004

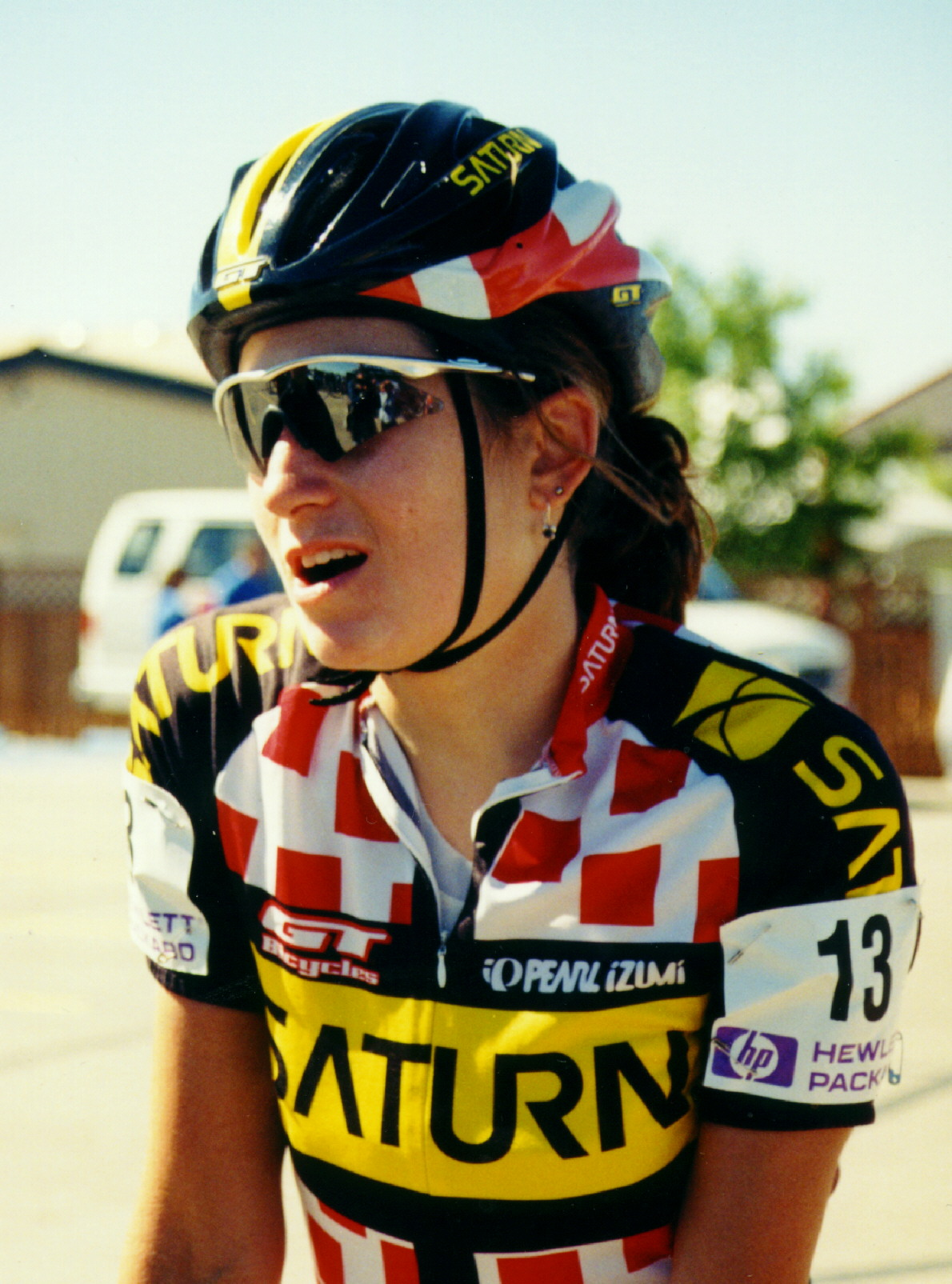
Deirdre Barry (ici dans le maillot de l'équipe Saturn) gagne la médaille d'argent en contre-la-montre aux Jeux olympiques d'Athènes

En 2004, la même équipe est reconduite, les jeux olympiques concentrant toute l'attention. Le programme de course est plus européen que l'année précédente. Lynn Gaggioli-Brotzman intègre l'équipe en provenance de l'équipe Velo Bella, c'est une sprinteuse et a fini quatrième du championnat des États-Unis l'année précédente au milieu de l'armada T-mobile.
En mai, l'équipe participe au Tour de l'Aude. Elle y brille dans les contre-la-montres : dans le premier Deirdre Barry gagne devant Kristin Armstrong; dans le second Deirdre Barry est première, Kimberly Bruckner deuxième et Kristin Armstrong troisième. Au classement général final, Kimberly Bruckner est alors troisième du classement général, Armstrong quatrième.
Sur les championnats américains contre-la-montre, Deirdre Barry obtient la médaille de bronze. Sur l'épreuve en ligne, Kristin Armstrong gagne le titre, tandis que Lynn Gaggioli termine quatrième. Au mois d'août, Deirdre Barry parvient à s'imposer sur le Tour de Bochum.
Aux jeux olympiques d'Athènes, Deirdre Barry obtient la médaille d'argent dans le contre-la-montre. En fin de saison, Amber Neben gagne la troisième étape du Tour de Toscane féminin.

#### Saison 2005

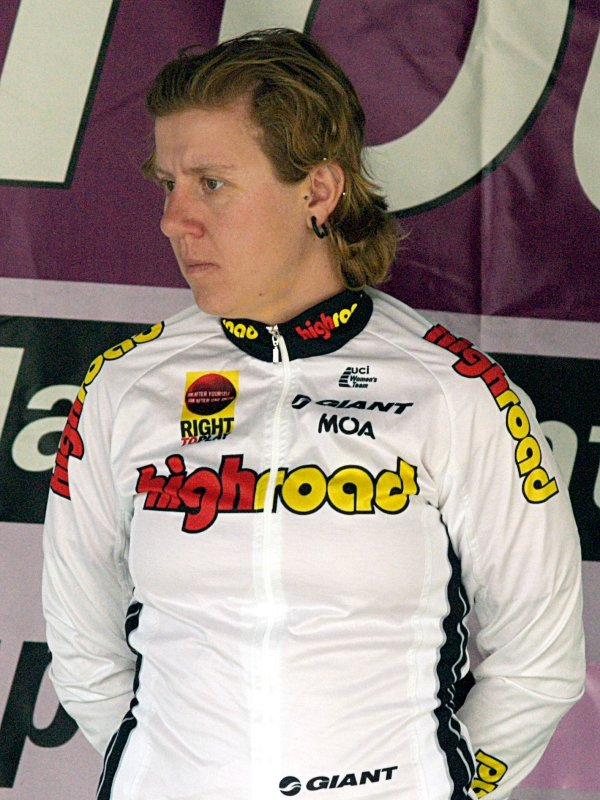
Ina-Yoko Teutenberg rejoint l'équipe en 2005

En 2005, Bob Stapleton devient le directeur de l'équipe, tandis que Andrzej Bek devient directeur sportif,. Stapleton éloigne l'équipe de la fédération américaine et la rapproche de l'équipe masculine. Cette dernière recrute la sprinteuse allemande Ina-Yoko Teutenberg qui vit depuis 2001 aux États-Unis. La réduction de l'effectif conduit sept coureuses américaines à partir. Parmi elles, Deirdre Demet-Barry et Amber Neben. L'Allemande rapporte plusieurs succès importants à l'équipe comme la Liberty Classic et l'épreuve de coupe du monde de Rotterdam,. Kristin Armstrong, quant à elle, s'impose sur la Sea Otter Classic, gagne le titre national en contre-la-montre ainsi que la médaille d'or aux Jeux panaméricains dans le même exercice,,.

### 2006 - 2011: Le duo Arndt-Teutenberg au sommet

#### Saison 2006

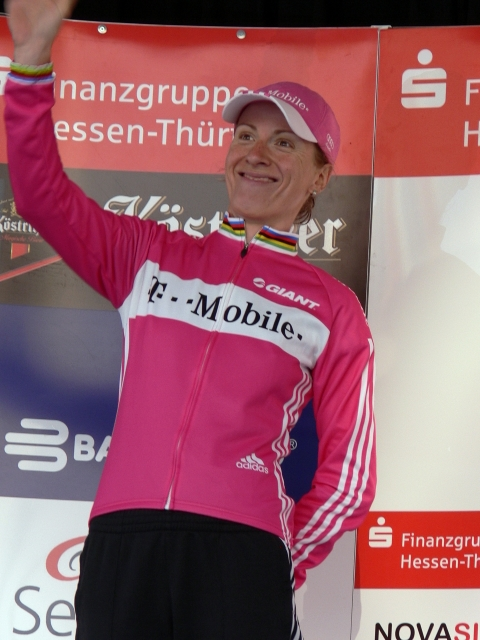
Judith Arndt arrive dans l'équipe en 2006

La recrue principale de 2006 est l'Allemande Judith Arndt qui arrive de l'équipe Nürnberger Versicherung avec un palmarès déjà très importat : championne du monde sur route 2004, médaille d'argent de la course en ligne des Jeux olympiques d'Athènes et numéro 3 mondial en 2005,. Lyne Bessette et Christina Becker rejoignent également l'équipe, alors que Kristin Armstrong la quitte. La base de l'équipe est transférée des États-Unis vers l'Allemagne à Bonn, siège également de l'équipe masculine.
En début de saison, Ina-Yoko Teutenberg remporte l'épreuve de coupe du monde du Geelong Tour au sprint,. Au Tour de Nouvelle-Zélande, l'équipe gagne deux étapes. Ina-Yoko Teutenberg est troisième de la Wellington Women's World Cup,. Ina-Yoko Teutenberg s'impose sur la première étape du Tour de Drenthe. À la Flèche wallonne, Judith Arndt termine deuxième derrière Nicole Cooke, tout comme au Gran Premio Castilla y León, une autre épreuve de coupe du monde,. Au Gracia Orlova, Judith Arndt gagne trois étapes et le classement général.  Après un Tour de l'Aude ponctué par deux victoires d'étape, Judith Arndt remporte fin mai la Coupe du monde cycliste féminine de Montréal en étant la plus rapide dans la dernière ascension,. Elle gagne ensuite une étape du Tour du Grand Montréal. Au BrainWash Ladies Tour, Ina-Yoko Teutenberg s'impose au sprint dans la deuxième et la troisième étape. Judith Arndt s'adjuge la dernière étape. Enfin, en septembre, Ina-Yoko Teutenberg remporte le Rotterdam Tour, qui fait partie de la coupe du monde, au sprint. La semaine suivante, elle est battue par Regina Schleicher au sprint au Tour de Nuremberg.
L'équipe termine la saison à la deuxième place de la coupe du monde. Ina-Yoko Teutenberg est deuxième de l'épreuve, Judith Arndt quatrième. L'équipe est également cinquième du classement UCI.

#### Saison 2007

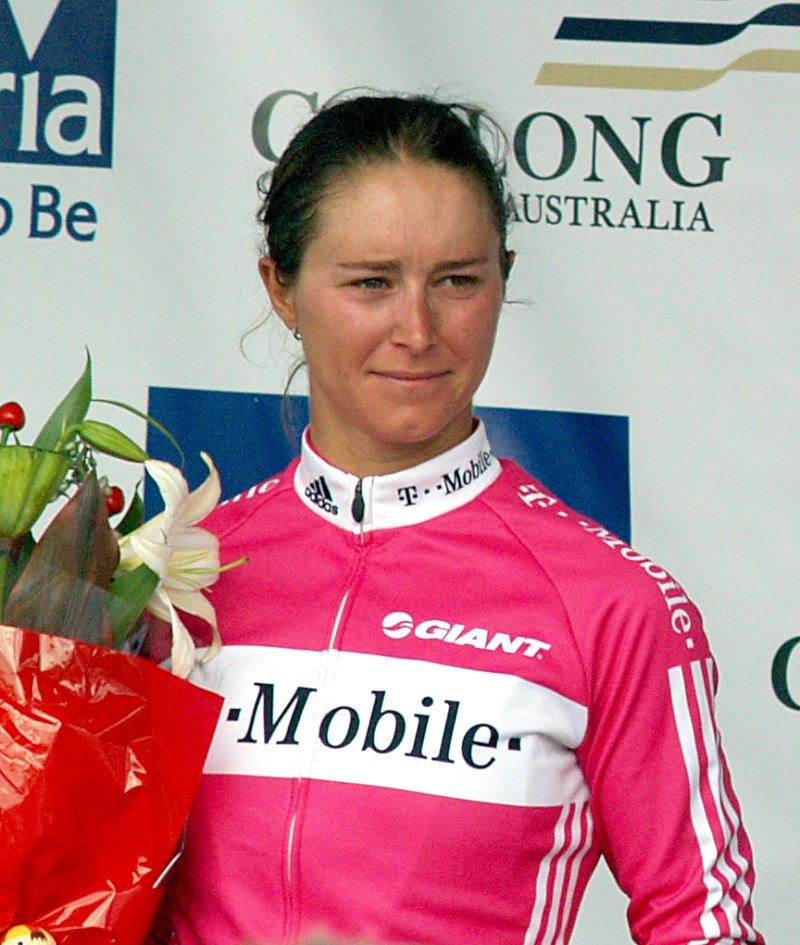
Oenone Wood est la principale recrue de 2007

En 2007, Kristy Scrymgeour devient la gérante de la structure féminine, Anna Wilson la directrice sportive, Petra Rossner est entraîneuse. L'équipe est renouvelée à 75 %. Oenone Wood, vainqueur des coupes du monde 2004 et 2005, rejoint l'équipe. Les autres recrues sont l'Australienne Alex Rhodes, les Néerlandaises Chantal Beltman et Suzanne de Goede, la Danoise Linda Villumsen, la Suédoise Emilia Fahlin,.
La saison débute au Tour de Geelong, où l'équipe gagne deux étapes,. Oenone Wood termine deuxième de la manche de la coupe du monde du même nom.  Sur le Tour de Nouvelle-Zélande qui suit, l'équipe fait carton plein : elle remporte toutes les étapes, à une exception, et le classement général par l'intermédiaire de Judith Arnt. Judith Arndt est troisième derrière Marianne Vos et Nicole Cooke dans le sprint en côté à Huy. Au Tour de Berne, Oenone Wood finit troisième. En mai, à la Gracia Orlova, Judith Arndt s'impose sur la deuxième et troisième étape qui est un contre-la-montre ainsi qu'au classement général. Au Tour de Berne, Oenone Wood est battue par Marianne Vos pour le sprint pour la deuxième place derrière Edita Pučinskaitė après que l'équipe ait contrôler la course.
En mai, malgré une bonne prestation d'ensemble avec trois victoires d'étape, Judith Arndt ne finit que troisième du Tour de l'Aude. La coupe du monde cycliste féminine de Montréal donne lieu à une course très décousue, où Judith Arnt finit troisième derrière le duo Fabiana Luperini-Mara Abbott, malgré une chute durant la course. Le Tour du Grand Montréal est dominé par l'équipe T-Mobile, Judith Arndt gagnant le contre-la-montre, Oenone Wood deux étapes et le classement général.
Suzanne de Goede gagne  le Omloop Door Middag-Humsterland. Le 8 juin, Ina-Yoko Teutenberg s'impose sur la Liberty Classic où l'équipe se montre dominatrice. L'équipe gagne trois étapes au Tour d'Italie, Judith Arndt le finit à la septième place. Mi-juillet, Linda Villumsen gagne le Championnats d'Europe de cyclisme espoirs. Judith Arndt gagne ensuite la quatrième étape et le classement général du Tour de Thuringe avec la plus petite marge devant Amber Neben.
Début août, l'équipe domine l'Open de Suède Vårgårda et Chantal Beltman s'impose seule. Sur le Trophée d'Or, Ina-Yoko Teutenberg gagne deux étapes. Au Grand Prix de Plouay, Oenone Wood finit quatrième. Enfin, Ina-Yoko Teutenberg termine deuxième du sprint au Tour de Nuremberg. Au Boels Ladies Tour, Judith Arndt remporte la deuxième étape. Ina-Yoko Teutenberg est deuxième du Tour de Nuremberg. L'équipe s'impose sur le  contre-la-montre par équipe inaugural du Tour de Toscane, puis Judith Arndt gagne la cinquième étape,.
L'équipe finit la coupe du monde à la troisième place, tout comme Teutenberg. Au classement UCI, l'équipe est première, Arndt prenant la troisième place.

#### Saison 2008

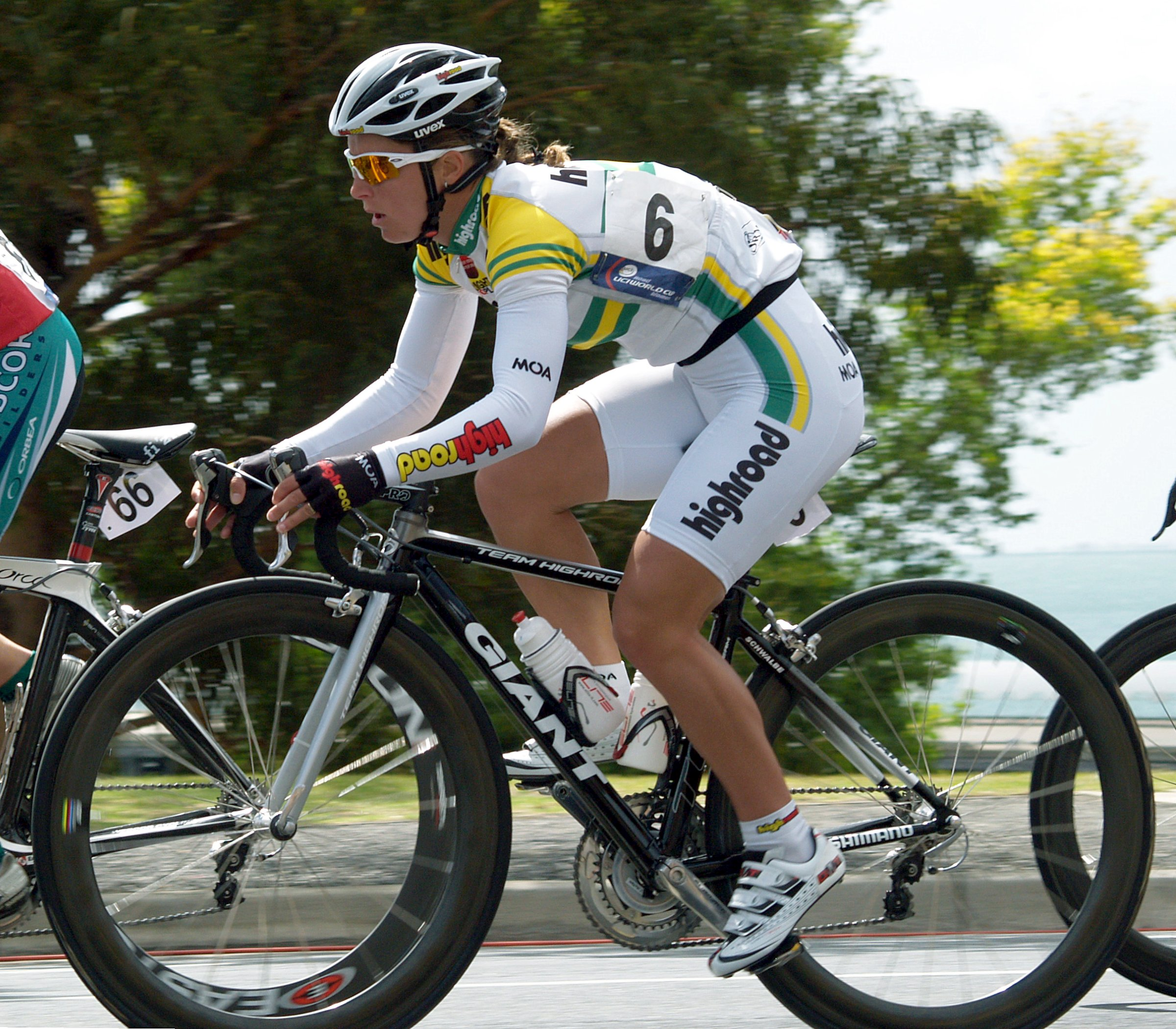
Oenone Wood avec son maillot de championne d'Australie durant la Geelong World Cup

En novembre 2007, T-mobile annonce qu'elle arrête le sponsoring de l'équipe cycliste à la suite des affaires de dopages. Elle indemnise cependant l'équipe pour cette rupture de contrat, et cette dernière a assez d'argent pour poursuivre deux ans. Bob Stapleton décide donc de maintenir l'équipe qui prend pavillon américain et le nom de la structure : High road. Il met en place un système très strict de lutte contre le dopage,. Ronny Lauke devient directeur sportif de l'équipe. Au niveau du recrutement, la championne des États-Unis et grimpeuse Mara Abbott rejoint l'équipe, tandis que Suzanne de Goede la quitte.
En janvier, Oenone Wood s'impose sur le championnat d'Australie sur route. Ina-Yoko Teutenberg finit troisième de la Geelong World Cup. En avril, lors du Tour des Flandres, le collectif de l'équipe permet à Judith Arndt de s'imposer dans un sprint à deux contre Kristin Armstrong. Oenone Wood prend également la quatrième place. Chantal Beltmann gagne le Tour de Drenthe en échappée, tandis qu'Ina-Yoko Teutenberg prend la troisième place. À la Flèche wallonne, Judith Arndt est troisième. Sur le Tour de Berne, Judith Arndt remporte le sprint du groupe de poursuite derrière Susanne Ljungskog. Elle prend du même coup la tête du classement de la coupe du monde à sa grande surprise.
Sur le Tour de l'Aude cycliste féminin, l'équipe gagne trois étapes, Judith Arndt est deuxième du classement général. Le dernier jour de mai, Judith Arndt part avec quatre autres coureuses en échappée lors de la Coupe du monde cycliste féminine de Montréal. Dans la dernière ascension, elle distance les autres concurrentes à l'exception de Fabiana Luperini qu'elle bat au sprint. Au Tour du Grand Montréal, Judith Arndt remporte à elle seule trois étapes et le classement général. Le Ster Zeeuwsche Eilanden permet à Ina-Yoko Teutenberg de faire parler sa pointe de vitesse sur la deuxième et troisième étape. Grâce aux bonifications, elle remporte par la même occasion le classement général.
En juin, Bob Stapleton annonce avoir retrouvé un sponsor avec Columbia Sportswear Company. Sur les championnats nationaux, Luise Keller défend avec succès son titre sur l'épreuve en ligne allemande. Emilia Fahlin gagne le titre sur route en Suède. Au Danemark, Linda Villumsen remporte l'épreuve contre-la-montre avec plus de deux minutes d'avance sur la seconde et l'épreuve en ligne. Le Tour d'Italie permet à l'équipe de gagner quatre étapes. Au classement général final, Arndt est la première de l'équipe à la dixième place,. À la fin du mois, elle remporte le Tour de Thuringe pour la deuxième année consécutive. La Route de France se déroule même temps que les Jeux olympiques. L'équipe y gagne le prologue, quatre étape et le classement général par l'intermédiaire de Luise Keller. Cette dernière est également deuxième au Grand Prix de Plouay. Au Profile Ladies Tour, Ina-Yoko Teutenberg remporte trois étapes et finit deuxième du classement général, Anke Wichmann gagne également une étape. Le 14 septembre, sur le Tour de Nuremberg, Judith Arndt attaque à quatorze kilomètre de l'arrivée et s'impose seule. Sur le Tour de Toscane féminin-Mémorial Michela Fanini, l'équipe remporte le contre-la-montre par équipe, quatre autres étapes et la course grâce à Judith Arndt.
Judith Arndt remporte le classement final de la coupe du monde. L'équipe remporte également le classement final. L'année se termine à la première place du classement UCI par équipe. Judith Arndt termine deuxième et Ina-Yoko Teutenberg troisième de ce classement. Au total, l'équipe remporte soixante-huit victoires cette année-là,.

#### Saison 2009
La saison 2009 se situe dans la continuité de la saison précédente. Ellen van Dijk, 21 ans, spécialiste du contre-la-montre et Championne d'Europe du contre-la-montre espoirs de la discipline, est recrutée. Tandis qu'Oenone Wood part à la retraite. Judith Arndt connaît une année difficile avec de deux graves blessures : elle se rompt le scaphoïde en avril sur chute, en juillet elle se casse le bras lors de la huitième étape du Tour d'Italie alors qu'elle est deuxième du classement général,,. Ina-Yoko Teutenberg conserve en revanche son rendement habituel. Elle gagne le Tour des Flandres au sprint en profitant du travail de l'équipe Cervélo pour garder le peloton de tête groupé pour Kirsten Wild. Sur le Tour de l'Aude, Linda Villumsen remporte le prologue. Ina Teutenberg s'impose au sprint lors de la première, de la troisième étape et la dixième étape,. Elle s'impose également sur la Liberty Classic.  Mi-juin, Arndt de retour de convalescence remporte trois étapes du Emakumeen Euskal Bira puis le général. Mara Abbott est troisième de la dernière étape et du général,. L'équipe place ensuite trois coureuses sur les trois premières marches du RaboSter avec Teutenberg, Beltman et Villumsen. Cette dernière remporte le prologue, Teutenberg est deuxième de la première étape,.
Sur les championnats nationaux, Linda Villumsen remporte à la fois l'épreuve en ligne et du contre-la-montre au Danemark. Emilia Fahlin gagne le titre au contre-la-montre en Suède, Ina-Yoko Teutenberg le titre sur l'épreuve en ligne allemande. Le 1er juillet, Ellen van Dijk remporte le titre de championne d'Europe de cyclisme espoirs contre-la-montre en devançant de vingt seconde Emilia Fahlin.
Au Tour d'Italie, l'équipe gagne trois étapes, dont deux étapes de montage. Au départ de la huitième étape, Judith Arndt est deuxième et Mara Abbott troisième du classement général. Toutefois, comme indiqué ci-dessus, Judith Arndt chute et doit abandonner. Mara Abbott finit à la deuxième place du classement général,. Linda Villumsen gagne ensuite la troisième étape puis le classement général du Tour de Thuringe,. Sur le contre-la-montre par équipe de l'Open de Suède Vårgårda, l'équipe Columbia-HTC termine deuxième derrière l'équipe Cervélo. Sur la Route de France, Ina-Yoko Teutenberg gagne deux étapes, tandis que Kim Anderson gagne la course,. L'équipe gagne encore deux étapes de l'Holland Ladies Tour. 
Au Tour de Nuremberg, Ina-Yoko Teutenberg est battue au sprint par Kirsten Wild et Rochelle Gilmore. Aux championnats du monde, Linda Villumsen termine troisième du contre-la-montre sous les couleurs danoises,.
Au moment des bilans, l'équipe a gagné quarante-six victoires, dont vingt-quatre pour Ina-Yoko Teutenberg,. Cette dernière termine quatrième de la coupe du monde et cinquième du classement UCI. L'équipe est cinquième de la coupe du monde et deuxième au classement UCI.

#### Saison 2010

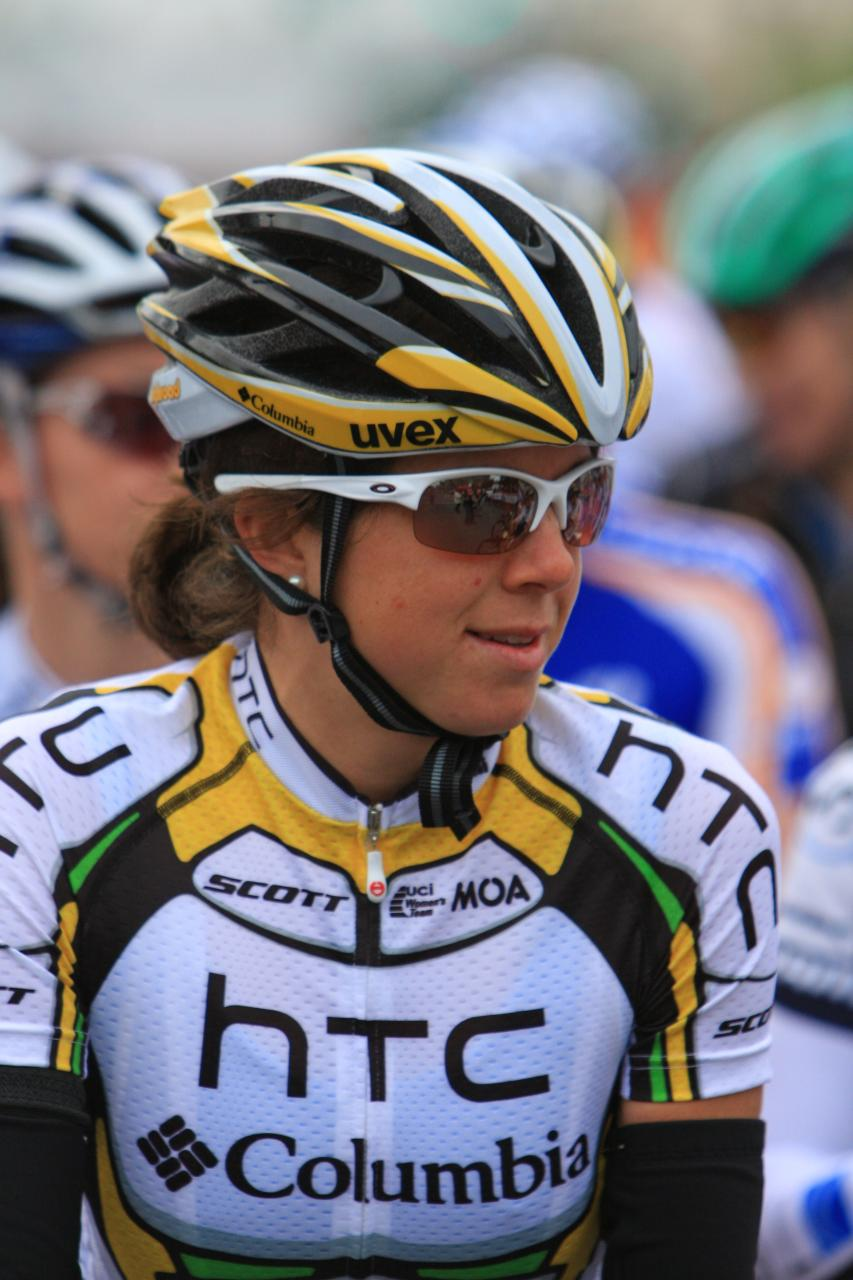
Evelyn Stevens, alors néo-pro, se révèle en 2010

En 2010, l'équipe recrute l'Italienne Noemi Cantele, médaille d'argent du contre-la-montre des championnats du monde 2009 et médaille de bronze sur route des mêmes championnats, l'Américaine Evelyn Stevens, deuxième de la Route de France 2009 alors qu'elle n'était pas encore professionnelle, la Néerlandais Adrie Visser et l'Australienne Chloe Hosking. Chantal Beltman prend sa retraite, tandis que Mara Abbott quitte l'équipe.
Sur la Flèche wallonne, Evelyn Stevens prend la cinquième place, alors qu'elle est néo-pro. L'épreuve par étape du Tour de l'île de Chongming voit Teutenberg s'imposer sur deux étapes et au classement général. Sur la manche de coupe du monde éponyme, Teutenberg gagne au sprint devant Kirsten Wild.
Sur le Tour de l'Aude, Ina-Yoko Teutenberg gagne trois étapes,. Elle remporte dans la foulée la Liberty Classic. Sur le premier GP de la Ville de Valladolid, épreuve de coupe du monde, Judith Arndt est deuxième. Elle gagne ensuite une étape du Emakumeen Euskal Bira,. Sur le chrono du Gatineau, Evelyn Stevens s'impose devant Linda Villumsen. Ina-Yoko Teutenberg remporte la seconde étape du Tour du Trentin.
La saison est marquée par les victoires dans leurs championnats nationaux de contre-la-montre respectifs de trois coureuses : Fahlin en Suède, Arndt en Allemagne, Stevens aux États-Unis. Le Tour d'Italie commence début juillet avec quatre victoires en série pour Teutenberg : deux dans des sprints massifs, puis de manière plus surprenante dans l'épreuve contre-la-montre, puis de nouveau au sprint. Elle déclare : « C'est un moment très spécial. Je ne pense pas, en 30 ans de compétition, chez les amateurs et les professionnels, avoir jamais réussi à gagner quatre fois de suite ». Evelyn Stevens gagne également une étape en solitaire. Au classement général final, Judith Arndt est deuxième.  Adrie Visser s'impose sur une étape du Tour de Thuringe. À l'Open de Suède Vårgårda, l'équipe est deuxième du contre-la-montre par équipe plus d'une minute derrière l'équipe Cervélo.. Sur l'épreuve en ligne, l'équipe mène le peloton en vue du sprint massif. Adrie Visser se fait cependant battre par Kirsten Wild.
Ellen van Dijk s'impose sur le Tour de Bochum en réglant le groupe d'échappée où se trouve également Evelyn Stevens.
La Route de France permet à l'équipe de cumuler deux nouvelles victoires. Judith Arndt est deuxième du classement général. Sur le Holland Ladies Tour, Ina Teutenberg remporte l'étape inaugurale, tandis qu'Ellen van Dijk gagne l'étape contre-la-montre. L'équipe s'impose sur le contre-la-montre par équipe du Tour de Toscane devant l'équipe Cervélo. Noemi Cantele gagne la troisième étape. Judith Arndt gagne le classement général,. Enfin, sous les couleurs de l'équipe nationale allemande Arndt termine seconde du  championnat du monde de contre-la-montre, course qui lui échappe toujours, Villumsen, sous le maillot néo-zélandais, monte sur la troisième place du podium. Sur la course en ligne, Arndt est cinquième.
Judith Arndt termine la saison à la cinquième place de la coupe du monde et à la deuxième place du classement UCI. L'équipe est deuxième place de la première compétition et troisième du classement UCI.

#### Saison 2011

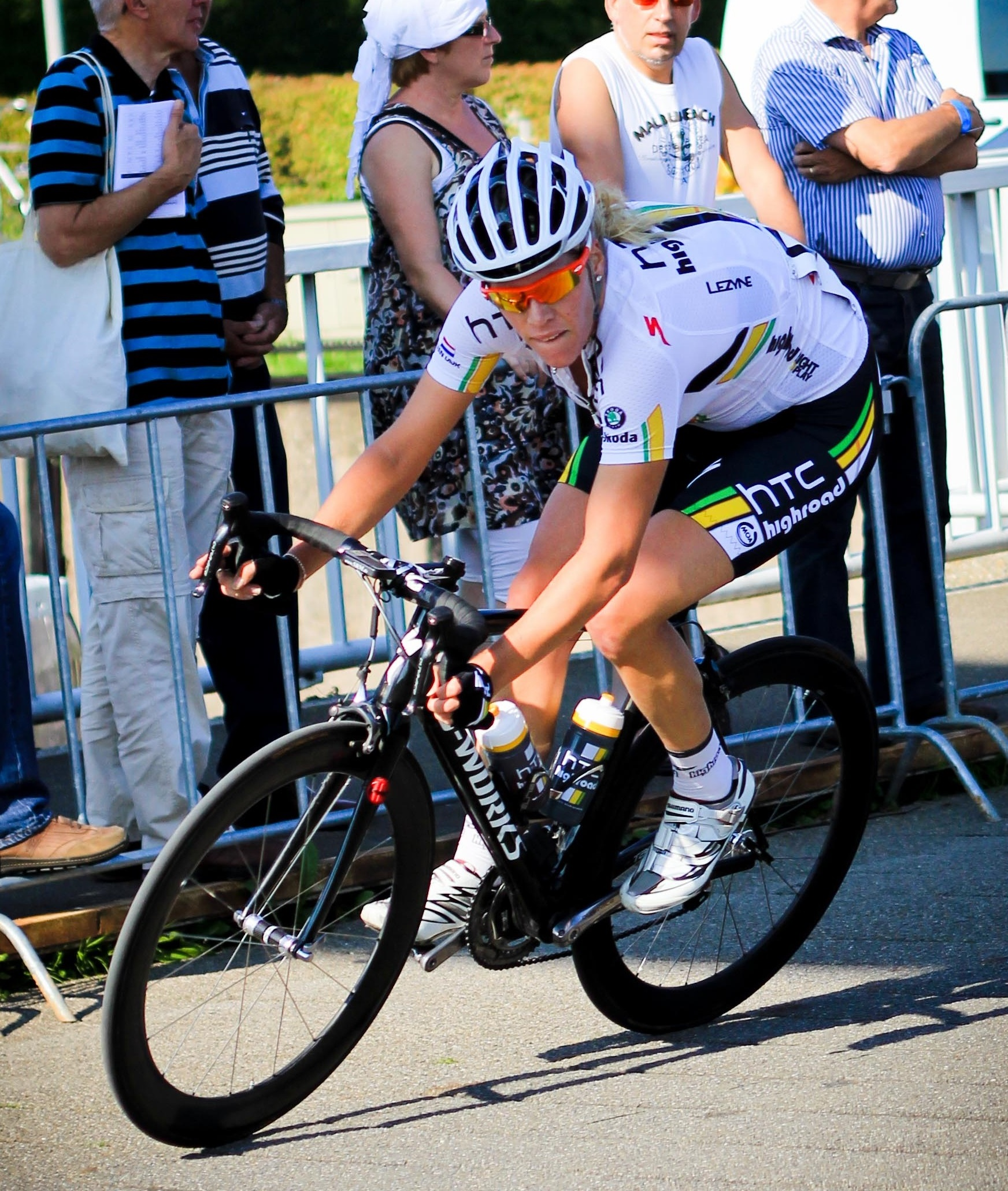
Ellen van Dijk en 2011

En 2011, l'Allemande Charlotte Becker rejoint l'équipe tandis que Noemi Cantele et Linda Villumsen la quitte. Kimberly Anderson, déjà membre de l'équipe à sa création, prend sa retraite. Amber Neben, déjà membre en 2003 et 2004, revient également dans l'équipe. Au niveau de l'encadrement, Jens Zemke prend la fonction de directeur sportif adjoint.
L'année débute avec le succès d'Ellen van Dijk sur le Tour du Qatar avec une victoire d'étape au passage,. L'équipe gagne ensuite quatre étapes du Tour de Nouvelle-Zélande, Judith Arndt remportant le classement général. Au Energiewacht Tour, Ina-Yoko Teutenberg s'impose sur une étape, tout comme Adrie Visser qui gagne le classement général également.  Lors de la Flèche wallonne, Judith Arndt termine à la troisième place. Amber Neben s'impose dans le prix de la ville de Roulers.
Sur le Tour de l'île de Chongming, Ina-Yoko Teutenberg gagne deux étapes et le classement général. Elle s'impose également dans la manche de coupe du monde éponyme,. Elle gagne ensuite une étape du Tour du Trentin. Judith Arndt obtient elle la deuxième étape et le classmenet général.
Sur les championnats nationaux, Judith Arndt gagne en Allemagne en contre-la-montre pour la huitième fois, tandis qu'Ina Teutenberg s'impose sur la route devant la même Arndt. En Suède, Emilia Fahlin gagne le contre-la-montre. Aux États-Unis, Evelyn Stevens remporte l'épreuve chronométrée. Le Tour d'Italie permet à Ina-Yoko Teutenberg de gagner deux étapes. Judith Arndt finit troisième du classement général. 
Sur le Tour de Thuringe qui suit, l'équipe gagne le prologue par équipe. Sur la première étape en ligne, Teutenberg remporte la victoire au sprint. Amanda Miller gagne la troisième étape. Judith Arndt gagne le contre-la-montre. Fin juillet, l'équipe remporte le contre-la-montre par équipe de Vårgårda,. Sur l'épreuve en ligne, Ellen van Dijk gagne le sprint derrière Annemiek van Vleuten qui gagne légèrement détachée.
Sur le Trophée d'Or, l'équipe remporte trois succès. Au Grand Prix de Plouay, Evelyn Stevens termine deuxième. Ellen van Dijk remporte l'étape contre-la-montre du Profile Ladies Tour pour la troisième année consécutive. Au Tour de l'Ardèche, Emilia Fahlin gagne le prologue et le contre-la-montre de la deuxième étape, la cinquième et sixième étape, tandis qu'Evelyn Stevnes en remporte la quatrième. Dans le cadre de la préparation pour le championnat du monde contre-la-montre, Judith Arndt gagne le Chrono champenois devant Amber Neben. Sur le Tour de Toscane féminin-Mémorial Michela Fanini, l'équipe confirme sa domination sur le contre-la-montre par équipe, puis s'impose sur cinq autres étapes,. En fin de saison, Judith Arndt gagne le titre de champion du monde contre-la-montre[réf. souhaitée]. Ina-Yoko Teutenberg obtient aussi la médaille de bronze de l'épreuve en ligne. Pour la clôture de la saison, Amber Neben remporte le Chrono des Nations.
À la fin de la saison, Judith Arndt est quatrième du classement de la coupe du monde et troisième du classement UCI. L'équipe termine la saison deuxième de la coupe du monde et du classement UCI.

### 2012-2014: Specialized-lululemon

#### Saison 2012

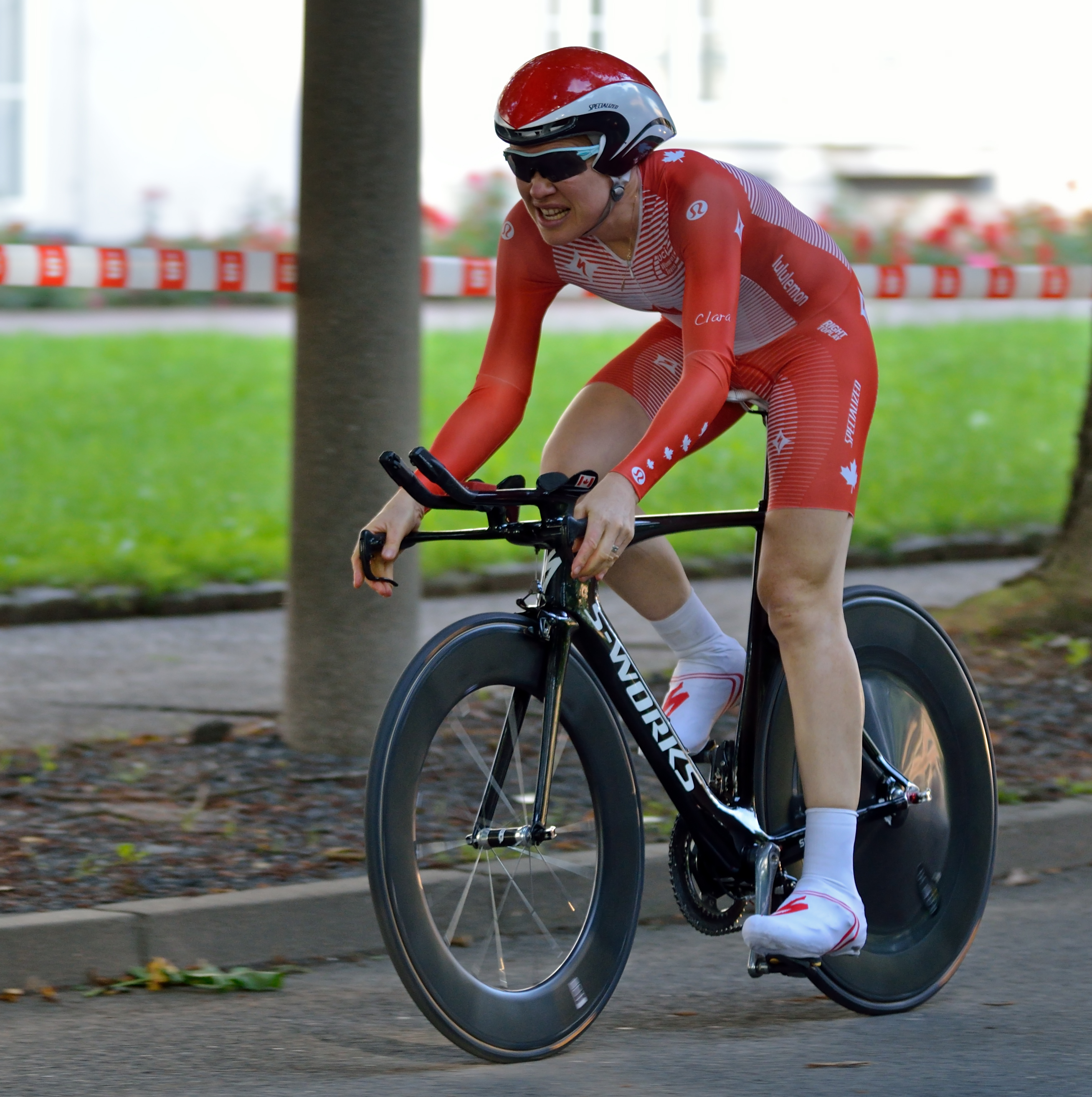
En 2012, Clara Hughes rejoint l'équipe pour préparer les jeux olympiques

Fin 2011, faute de partenaire, l'équipe masculine est dissoute. Kristy Scrymgeour parvient alors à maintenir l'équipe féminine grâce au concours des entreprises Specialized, un fabricant de cycle déjà sponsor de l'équipe l'année précédente, et Lululemon Athletica, une entreprise d'habillement sportif située à Vancouver. Elle devient aussi propriétaire de la nouvelle structure juridique gérant l'équipe : Velocio sports. L'équipe enregistre l'arrivée de la Canadienne Clara Hughes et de l'Allemande Trixi Worrack, tandis qu'Adrie Visser et surtout Judith Arndt quitte l'équipe. L'encadrement reste le même,,.
Trixi Worrack s'impose lors de la seconde étape du Tour du Qatar. Chloe Hosking gagne au sprint le Drenthe 8. Le lendemain à Mar del Plata en Argentine, Amber Neben remporte l'épreuve du contre-la-montre des jeux panaméricains. Au Trofeo Alfredo Binda, Worrack prend la troisième place. Sur l'Energiewacht Tour, Ina Teutenberg remporte la deuxième et troisième étape. L'équipe gagne également le contre-la-montre par équipe de l'étape 4a. Au classement général final Ina Teutenberg s'impose, van Dijk est deuxième,. Dans la foulée Hosking remporte Halle-Buizingen au sprint. Evelyn Stevens gagne la flèche Wallonne,,. Ellen van Dijk remporte à la fois l'épreuve contre-la-montre et en ligne du Circuit de Borsele,. Sur le Garcia Orlova, l'équipe gagne le prologue, les quatre étapes et Evelyn Stevens le classement général. Clara Hughes gagne le chrono Gatineau, Ina-Yoko Teutenberg l'épreuve en ligne éponyme,. Sur l'Exergy Tour, l'équipe s'impose sur deux étapes et Evelyn au classement général,,,,. Ina Teutenberg remporte au sprint la première étape du Emakumeen Euskal Bira.
Sur les championnats nationaux, Amber Neben obtient le titre aux États-Unis, Ellen van Dijk aux Pays-Bas et Clara Hughes au Canada,. Sur le Tour d'Italie, Stevens remporte la troisième étape et finit troisième du classement général,. Au Tour de Thuringe, Teutenberg s'impose dans deux étapes au sprint, Trixi Worrack remporte la troisième étape puis le contre-la-montre individuel. Elle finit deuxième du classement général. Aux jeux olympiques, les membres de l'équipe se distinguent sur le contre-la-montre, quatre étant dans le top dix. Ina-Yoko Teutenberg est quatrième de l'épreuve en ligne. La Route de France permet à l'équipe de gagner quatre étapes et à Evelyn Stevens le classement général. Specialized-Lululemon remporte le contre-la-montre par équipe de l'Open de Suède,. Fin août Ellen van Dijk remporte la dernière étape qui arrive à Grammont et le classement général du Lotto-Decca Tour, plus connu sous le nom de Tour de Belgique. Evelyn Stevens termine cinquième du Grand Prix de Plouay comptant pour la coupe du monde. Deux semaines avant le championnat du monde, l'équipe gagne le contre-la-montre par équipe du Holland Ladies Tour. Trixi a également gagné une étape sur le même tour quelques jours avant. L'équipe conclut la saison en gagnant le championnat du monde par équipe contre-la-montre. Sur les épreuves individuelles, Evelyn Stevens prend la médaille d'argent du contre-la-montre.
En coupe du monde, Evelyn Stevens termine troisième, l'équipe troisième. Au classement UCI, Evelyn Stevens est quatrième et l'équipe deuxième.

#### Saison 2013

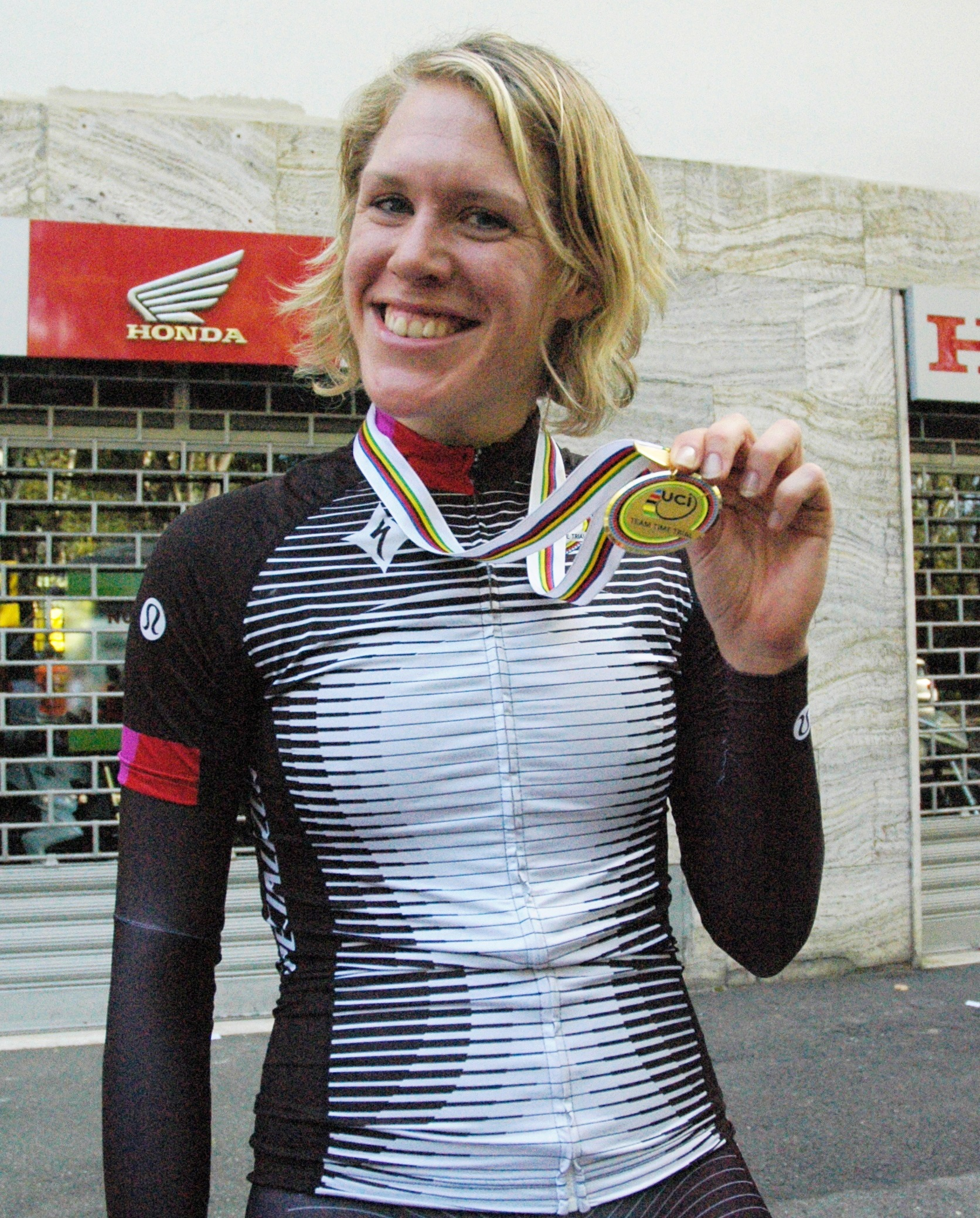
Ellen van Dijk réalise une très bonne saison 2013 et remporte le championnat du monde contre-la-montre

Le recrutement 2013 est surtout marqué par les départs en cette année post-olympique : Clara Hughes, Amber Neben, Charlotte Becker, Emilia Fahlin et Chloe Hosking ne font plus partie de l'équipe.
Début janvier, Trixi Worrack s'impose lors des championnats d'Allemagne de cyclo-cross. Ellen van Dijk remporte en fin février Le Samyn des Dames. Elle termine ensuite deuxième du Tour de Drenthe, puis troisième du Trofeo Alfredo Binda-Comune di Cittiglio et deuxième du Tour des Flandres,,. Le mois de mars est également marquée par la grave chute d'Ina Teutenberg lors du Drentse 8. Elle souffre d'une commotion cérébrale et doit renoncer aux classiques de printemps, puis à l'intégralité de la saison avant d'annoncer sa retraite sportive en octobre,,,. Evelyn Stevens ne défend pas son titre sur la Flèche wallonne à cause d'une lourde chute lors de la Classica Citta di Padova. Ellen van Dijk termine sixième. Lors du Energiewacht Tour, Ellen van Dijk gagne le contre la montre étape ainsi que le classement général.
Lors du Gracia Orlova, Evelyn Stevens remporte la première étape, Loren Rowney la cinquième, tandis qu'Ellen van Dijk gagne le prologue, la deuxième et la quatrième étape ainsi que le classement général et le classement par points.

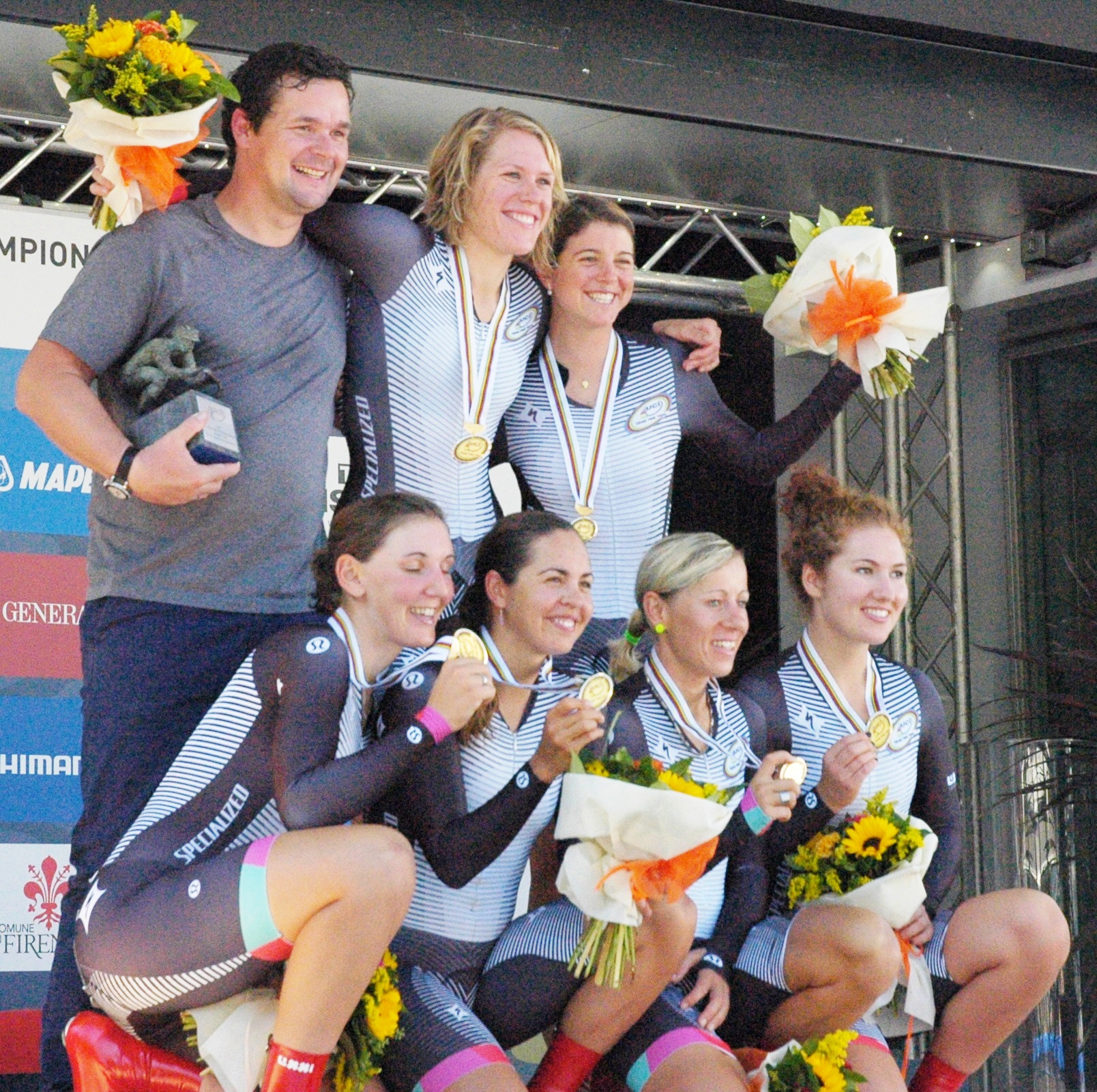
L'équipe s'impose sur le championnat du monde contre-la-montre par équipe. De gauche à droite : (debout) Ronny Lauke, van Dijk, Stevens, (accroupies) Brennauer, Small, Worrack et Colclough

Au Tour du Languedoc-Roussillon, l'équipe remporte trois étapes,. Fin mai, Carmen Small s'impose le 20 au Chrono Gatineau, puis le titre de champion national du contre-la-montre américain,. En juin, Evelyn Stevens s'impose dans la Liberty Classic, puis dans une étape du Tour du Trentin international féminin pour finalement en remporter le général. Lors des championnats nationaux de juin, Ellen van Dijk gagne en contre-la-montre aux Pays-Bas, Lisa Brennauer fait de même en Allemagne. Trixi Worrack gagne le titre sur l'épreuve en ligne allemande. Ellen van Dijk gagne une étape contre-la-montre du Tour d'Italie. Evelyn Stevens, qui est venue avec de grandes ambitions, termine cinquième du Tour,. Carmen Small remporte la deuxième étape du Tour de Thuringe. Lisa Brennauer monte sur la troisième marche du podium au classement général. L'équipe gagne l'Open de Suède Vårgårda TTT. Sur l'épreuve en ligne, Ellen van Dijk est quatrième. Au Lotto-Decca Tour, l'équipe remporte le contre-la-montre par équipe inaugural. Ellen van Dijk obtient aussi la victoire au général. Lors du Boels Rental Ladies Tour, l'équipe s'impose dans le contre-la-montre par équipe. Ellen van Dijk gagne le classement général,.
Lors du contre-la-montre par équipe de marques du championnat du monde, objectif désigné de la saison, l'équipe s'impose largement,. L'équipe de contre-la-montre par équipe est donc, comme en 2012, invaincue de la saison. Lors de l'épreuve chronométrée individuelle, Ellen van Dijk s'empare du maillot irisé.
À l'heure des bilans, Ellen van Dijk est troisième de la coupe du monde et troisième du classement UCI. L'équipe est troisième de la première épreuve et deuxième du classement UCI.

#### Saison 2014

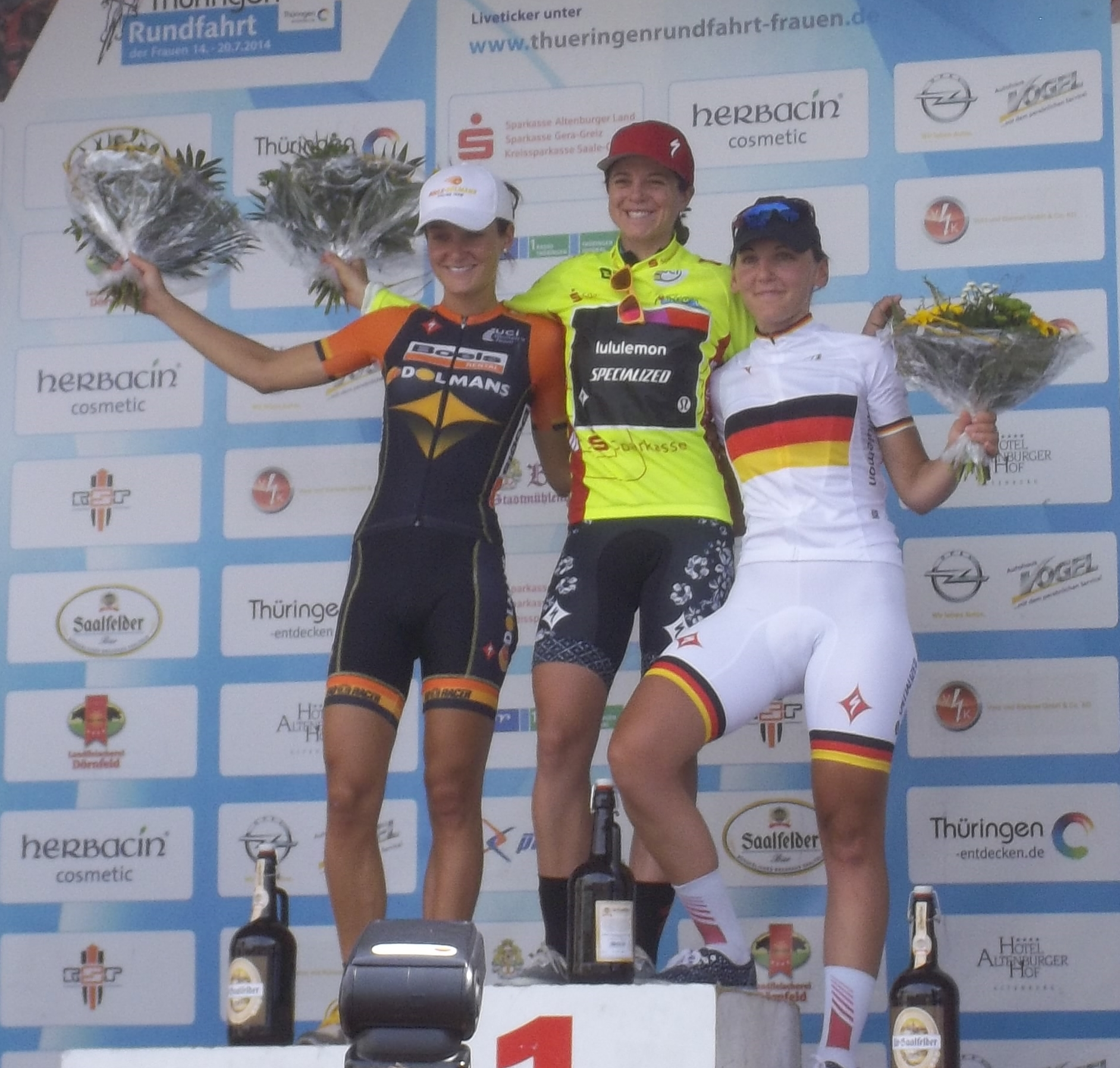
Podium final du Tour de Thuringe 2014

Le départ à la retraite d'Ina-Yoko Teutenberg, associé au recrutement d'Ellen van Dijk par l'équipe Boels Dolmans constituent les plus grosses pertes pour l'équipe. Pour compenser, elle recrute la championne de France Élise Delzenne, la Néerlandaise Chantal Blaak, la Canadienne Karol-Ann Canuel et l'Australienne Tiffany Cromwell qui vient avec beaucoup d"ambition,.
En mars, Chantal Blaak remporte le Drentse 8. Karol-Ann Canuel gagne une étape et le général à San Dimas, tandis que Tayler Wiles remporte la Redlands Bicycle Classic,. L'équipe gagne le contre-la-montre par équipe de l'Energiewacht Tour. Chantal Blaak remporte la dernière étape. Trixi Worrack termine troisième du classement général. Début mai, Lisa Brennauer remporte le Tour d'Overijssel. En mai, Evelyn Stevens s'impose dans l'épreuve contre-la-montre des jeux panaméricains qui se déroulent à Puebla. Carmen Small remporte la première étape du Tour de Californie. À la fin du mois, Carmen Small, Evelyn Stevens et Tayler Wiles terminent respectivement deuxième, troisième et quatrième des Championnats des États-Unis contre-la-montre, seulement battues par Alison Powers. Sur l'épreuve en ligne, Evelyn Stevens termine troisième. La semaine suivante, elle s'impose sur la Philadelphia Cycling Classic. Aux championnats d'Allemagne, Lisa Brennauer brille particulièrement en réalisant le doublé contre-la-montre, course en ligne. Trixi Worrack termine deuxième des deux courses.
Au Tour de Thuringe qui suit, Lisa Brennauer gagne le prologue, tandis que Trixi Worrack est troisième. Sur la première étape, Lisa Brennauer finit deuxième devant Evelyn Stevens troisième. Sur l'étape suivante, Lisa Brennauer termine quatrième et conserve son maillot de leader. Elle remporte le lendemain, l'épreuve contre-la-montre. Evelyn Stevens en est deuxième, Trixi Worrack troisième. Sur la quatrième étape, Evelyn Stevens bat en échappée au sprint Lizzie Armitdstead et devient la nouvelle leader de l'épreuve. Elle garde le maillot jusqu'à la fin, Lisa Brennauer est troisième. Lisa Brennauer termine ensuite respectivement quatrième et cinquième de La course by Le Tour de France et du Tour de Bochum,. L'équipe gagne pour la troisième année consécutive le contre-la-montre par équipe de l'Open de Suède Vårgårda. Le surlendemain, Chantal Blaak remporte la course en ligne. Au Boels Ladies Tour, Lisa Brennauer termine deuxième du contre-la-montre inaugural. Elle gagne l'étape suivante au sprint. Sur la quatrième étape, Evelyn Stevens prend la bonne échappée et prend la tête du classement général. Elle le reste jusqu'au bout, tandis que Lisa Brennauer finit deuxième de l'épreuve,. Le Tour de l'Ardèche, où certaines coureuses de l'équipe participent avec leurs sélections nationales, Loren Rowney gagne la troisième étape au sprint. Tayler Wiles est deuxième du classement général final
,.
L'équipe remporte pour la troisième fois d'affilée le contre-la-montre par équipes féminin aux championnats du monde. Sur l'épreuve individuelle, Lisa Brennauer remporte le titre, Evelyn Stevens est troisième. Début octobre, Élise Delzenne participe aux championnats de France sur piste, où elle s'impose sur la course aux points. À l'heure des bilans, Lisa Brennauer est cinquième du classement UCI. L'équipe est troisième de la coupe du monde et deuxième du classement UCI.

### Velocio- puis Canyon-SRAM (2015-)

#### Saison 2015

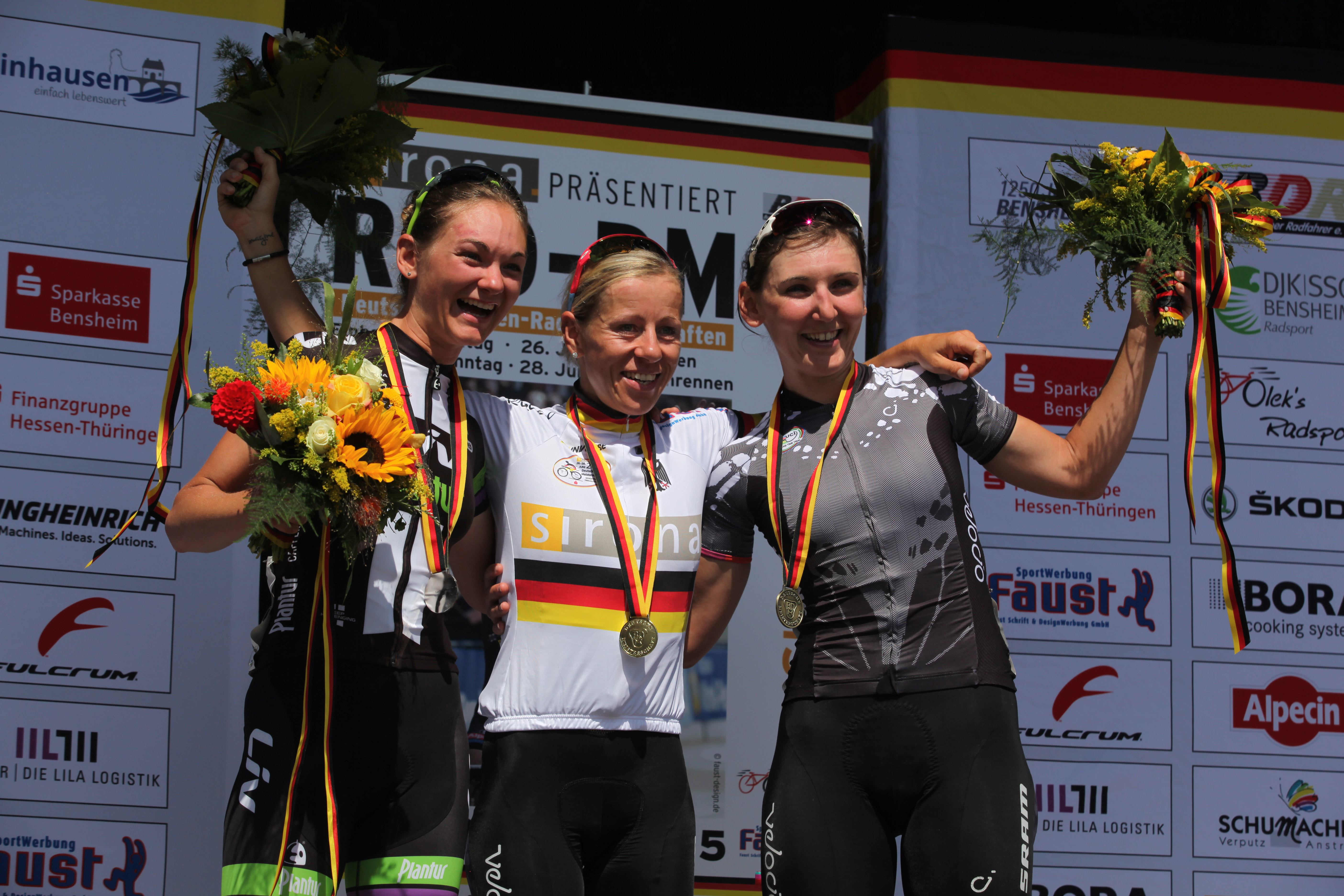
Podium des championnats d'Allemagne sur route

L'équipe, auparavant soutenue par Specialized et Lululemon Athletica, a trouvé un nouveau partenaire principal avec le fabricant de pièces détachées pour bicyclettes SRAM. Les recrues sont la Biélorusse Alena Amialiusik l'Italienne Barbara Guarischi et l'Allemande Mieke Kröger. À l'inverse, l'ancienne leader Evelyn Stevens, Chantal Blaak, Carmen Small et Ally Stacher quittent l'équipe.
Alena Amialiusik s'illustre sur les épreuves de Coupe du monde en finissant cinquième du Trofeo Alfredo Binda-Comune di Cittiglio puis sixième du Tour des Flandres,. La première victoire de la saison est le contre-la-montre par équipes de l'Energiewacht Tour. Lisa Brennauer profite des circonstances de courses pour s'imposer au classement général, tandis que Trixi Worrack est deuxième. Au Dwars door de Westhoek, Élise Delzenne s'impose en solitaire.
Fin avril, l'équipe participe au Gracia Orlova et y gagne quatre étapes et le classement général, ce dernier par le biais d'Alena Amialiusik. Trixi Worrack gagne ensuite le Tour de Californie en récoltant les bonifications lors de la dernière étape. Sur la Winston-Salem Cycling Classic, Alena Amialiusik s'échappe avec Amber Neben, puis l'attaque pour s'imposer en solitaire. En Coupe du monde, la Biélorusse se classe troisième de la Philadelphia Cycling Classic. Dans un the Women's Tour où toutes les étapes se terminent au sprint, Lisa Brennauer s'impose grâce aux bonifications. Elle y gagne la quatrième étape. L'équipe obtient ensuite de bons résultats dans les championnats nationaux avec cinq titres : en contre-la-montre Karol-Ann Canuel s'impose au Canada, Mieke Kröger en Allemagne devant Lisa Brennauer et Trixi Worrack, et Alena Amiliusik en Biélorussie ; sur les courses en ligne, Alena Amiliusik réalise le doublet, en Allemagne Trixi Worrack prend le maillot tandis que Lisa Brennauer finit troisième. Au Tour d'Italie, Barbara Guarischi s'impose au sprint lors de la première étape. Lors du Tour de Thuringe, Lisa Brennauer remporte la première étape au sprint et le contre-la-montre de la troisième étape. Elle porte le maillot jaune pendant jusqu'au dernier jour, mais ne peut résister aux attaques de l'Orica-AIS et en particulier d'Emma Johansson. Karol-Ann Canuel remporte la dernière étape et remonte à la deuxième place du classement général tandis que Lisa Brennauer est cinquième.
Début août, Barbara Guarischi remporte l'épreuve de Coupe du monde du Tour de Bochum au sprint. Mieke Kröger gagne les Championnats d'Europe du contre-la-montre espoirs pour la deuxième année consécutive. À la fin du mois, la formation termine deuxième du contre-la-montre par équipes de l'Open de Suède Vårgårda, comptant pour la Coupe du Monde, alors que la formation avait remporté les quatre dernières éditions.
À l'Holland Ladies Tour, Lisa Brennauer se montre la plus rapide sur le contre-la-montre de la quatrième étape et s'empare du maillot de leader du classement général. Elle remporte l'étape le lendemain au sprint et s'assure la victoire finale. Au Tour de l'Ardèche, Tayler Wiles court sous le maillot d'une équipe mixte. Elle termine deuxième du contre-la-montre de la deuxième étape puis gagne l'étape le lendemain en solitaire et s'empare définitivement du maillot de leader du classement général. Aux championnats du monde, la formation remporte le contre-la-montre par équipes au terme d'une épreuve très serrée face à l'équipe Boels Dolmans. Sur le contre-la-montre individuel, Lisa Brennauer prend la médaille de bronze. Lors de l'épreuve en ligne, Alena Amialiusik est une nouvelle fois huitième, en sprintant pour la victoire dans le groupe de tête. Sur piste, Élise Delzenne participe la semaine suivante aux championnats de France sur piste et remporte trois titres : poursuite individuelle, scratch et course aux points. Deux semaines plus tard, elle devient vice-championne d'Europe de la course aux points à Granges, puis de la poursuite. Mieke Kröger est quatrième de cette dernière épreuve.
L'équipe est quatrième du classement UCI et cinquième de la Coupe du monde. Lisa Brennauer est septième du classement mondial, tandis qu'Alena Amialiusik est septième de la Coupe du monde.

#### Saison 2016

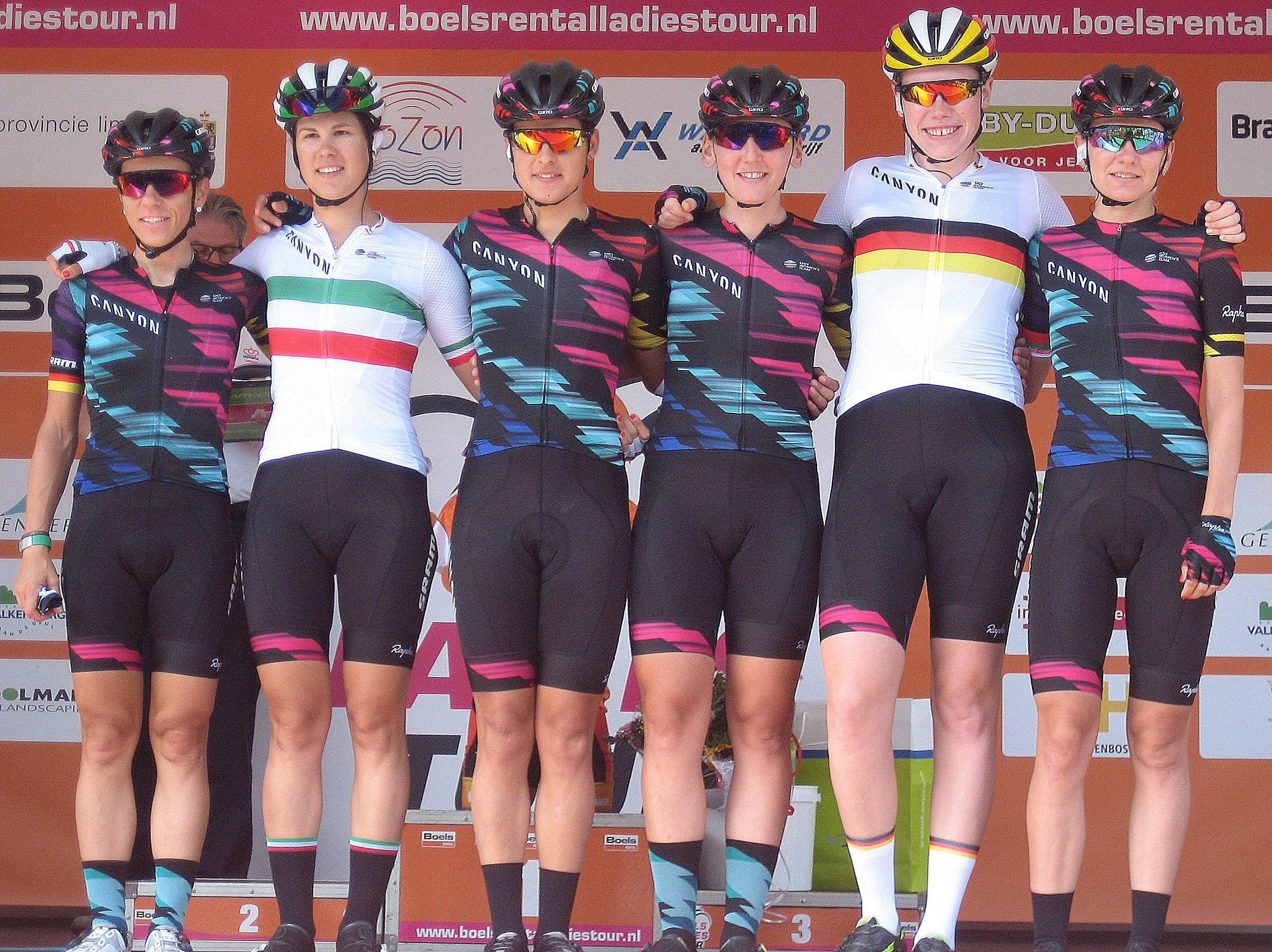
Équipe au Boels Ladies Tour 2016 (de gauche à droite : Trixi Worrack, Elena Cecchini, Barbara Guarischi, Lisa Brennauer, Mieke Kröger, Alena Amialiusik)

En 2016, l'équipe connait des changements organisationnels : Ronny Lauke déjà directeur sportif depuis 2008, en devient également directeur général à la place de Kristy Scrymgeour. Canyon devient le nouveau partenaire principal. Toutefois, six des neuf coureuses de l'année précédente sont conservées, l'encadrement est le même et la plupart des partenaires sont identiques à l'année précédente.
La principale recrue est la championne italienne sur route Elena Cecchini. Elle sort d'une saison 2015, où elle a fait preuve de beaucoup de régularité et terminé onzième de la Coupe du monde. Les deux autres nouveaux membres de l'équipe viennent de la formation UnitedHealthcare et sont américaines. Il s'agit de la sprinteuse Hannah Barnes, vainqueur notamment d'une étape de The Women's Tour l'année précédente et de la jeune Alexis Ryan. Au niveau des départs, la coureuse de course à étapes Karol-Ann Canuel rejoint l'équipe Boels Dolmans. L'ancienne championne de France Élise Delzenne quitte également l'équipe. La baroudeuse Loren Rowney rejoint l'équipe Orica-AIS, tout comme la spécialiste du contre-la-montre et vainqueur du Tour de l'Ardèche Tayler Wiles.
La saison sur route commence au Tour du Qatar, où Trixi Worrack profite d'une échappée lors de la deuxième étape pour prendre de précieuses secondes à ses adversaires. Elle prend le maillot jaune le lendemain et le conserve jusqu'au bout. Tiffany Cromwell est troisième du circuit Het Nieuwsblad tout comme Trixi Worrack du Tour de Drenthe,. Le Trofeo Alfredo Binda-Comune di Cittiglio marque un tournant dans la saison de l'équipe. Trixi Worrack chute lourdement et doit subir une intervention chirurgicale d'urgence sur son rein gauche. Elle est indisponible plusieurs mois. Sur l'Energiewacht Tour, l'équipe se classe deuxième du contre-la-montre par équipes inaugural. Lisa Brennauer termine l'épreuve à la troisième place. En juin, Alena Amialiusik se classe troisième de la Philadelphia Cycling Classic.
Sur les championnats nationaux l'équipe obtient de bons résultats : Trixi Worrack gagne le contre-la-montre en Allemagne, Mieke Kröger la course en ligne, Elena Cecchini conserve son titre en Italie et Hannah Barnes s'impose en Grande-Bretagne. Au Tour d'Italie, Tiffany Cromwell remporte au sprint la quatrième étape,. Sur le Tour de Thuringe, lors de la difficile sixième étape, Elena Cecchini part en échappée avec Amanda Spratt. L'Italie est deuxième mais s'empare du maillot jaune et le conserve jusqu'à la fin de l'épreuve.
Sur le contre-la-montre par équipes de l'Open de Suède Vårgårda, la formation termine seulement quatrième. Alena Amialiusik est troisième du Boels Ladies Tour. Aux championnats du monde, la formation Canyon-SRAM est battue pour la première fois sur le contre-la-montre par équipes en terminant deuxième. Cette saison marque donc la fin de la domination de la formation dans cette discipline. Sur le contre-la-montre individuel, Lisa Brennauer est sixième.
Sur l'UCI World Tour, l'équipe est quatrième. La mieux classée sur le plan individuel est Alena Amialiusik à la douzième place. Au classement UCI, Canyon-SRAM se classe cinquième avec Lisa Brennauer à la dix-huitième place.

#### Saison 2017

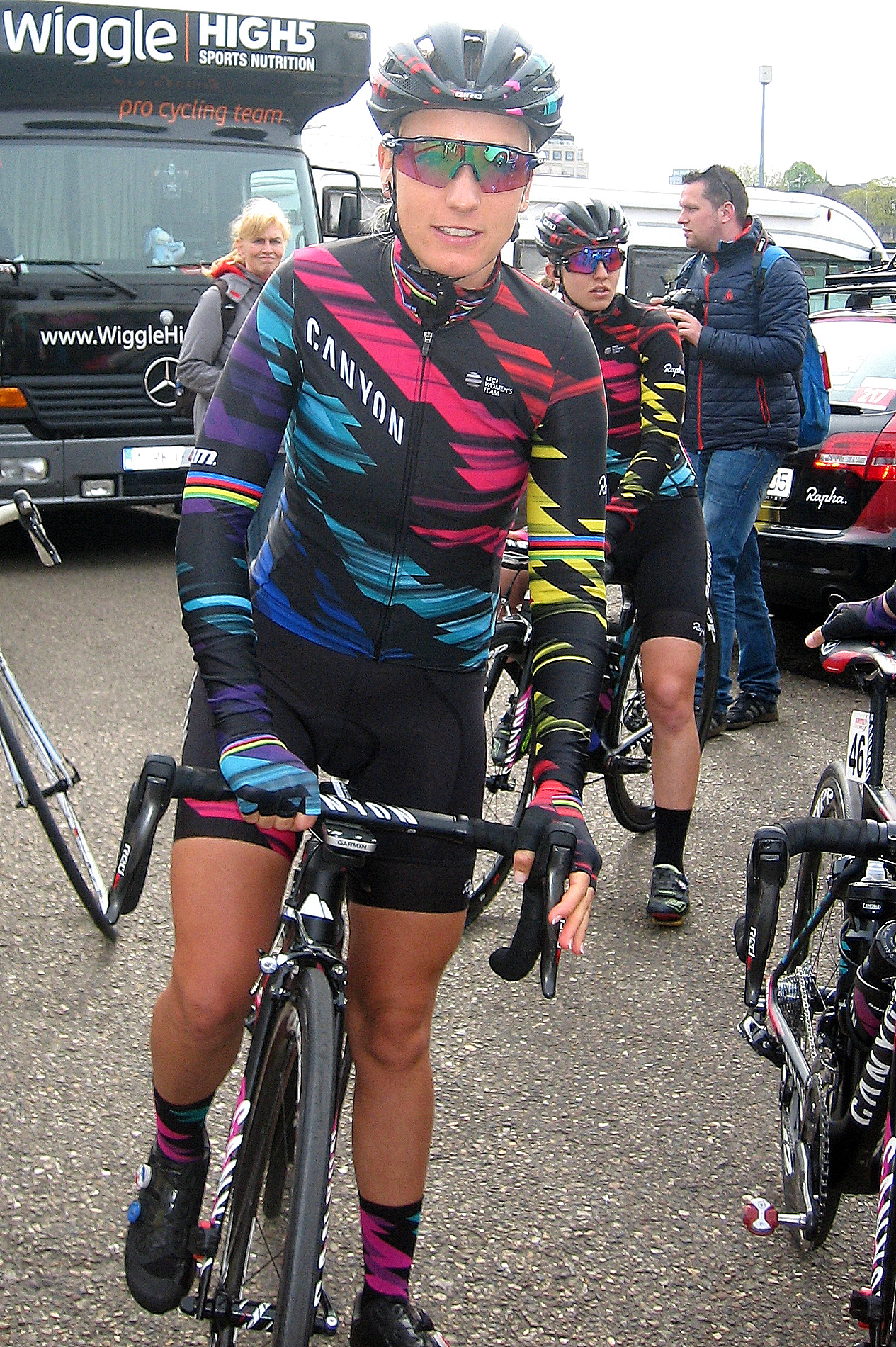
Pauline Ferrand-Prévot à l'Amstel Gold Race 2017

L'effectif est l'équipe est quasiment stable. La championne du monde 2014, Pauline Ferrand-Prévot arrive dans l'équipe, tout comme la néo-professionnelle Leah Thorvilson.
Sur les classiques, au Tour de Drenthe, Elena Cecchini fait partie du groupe de tête et prend la deuxième place du sprint. Elle est ensuite cinquième du Trofeo Alfredo Binda-Comune di Cittiglio. Lisa Brennauer est troisième d'À travers les Flandres. Elle gagne aussi une étape sur l'Healthy Ageing Tour.
En mai, à la Classique Morbihan puis au Grand Prix de Plumelec, Alena Amialiusik se classe deuxième derrière Ashleigh Moolman,. Au Women's Tour, Hannah Barnes se met en évidence, avec une deuxième place sur la deuxième étape et sur l'ultime étape. Elle est troisième du classement général. Lors des championnats nationaux, Trixi Worrack conserve son titre en contre-la-montre en Allemagne, tandis que Lisa Brennauer est deuxième de l'épreuve en ligne.
Au Tour de Thuringe, Lisa Brennauer s'impose sur le prologue,. Le lendemain, Tiffany Cromwell part seule dans le dernier virage et s'impose,. Lisa Brennauer est troisième du contre-la-montre individuel, ce qui lui permet de s'imposer au classement général final. Elle est ensuite troisième de la RideLondon-Classique.
Au Contre-la-montre par équipes de l'Open de Suède Vårgårda, la formation Canyon-SRAM se classe troisième. Elena Cecchini est cinquième à Plouay. Lisa Brennauer est quatrième du Boels Ladies Tour. La formation est quatrième du championnat du monde du contre-la-montre par équipes. Au moment du bilan, l'équipe est septième du classement UCI et cinquième du classement World Tour.

#### Saison 2018

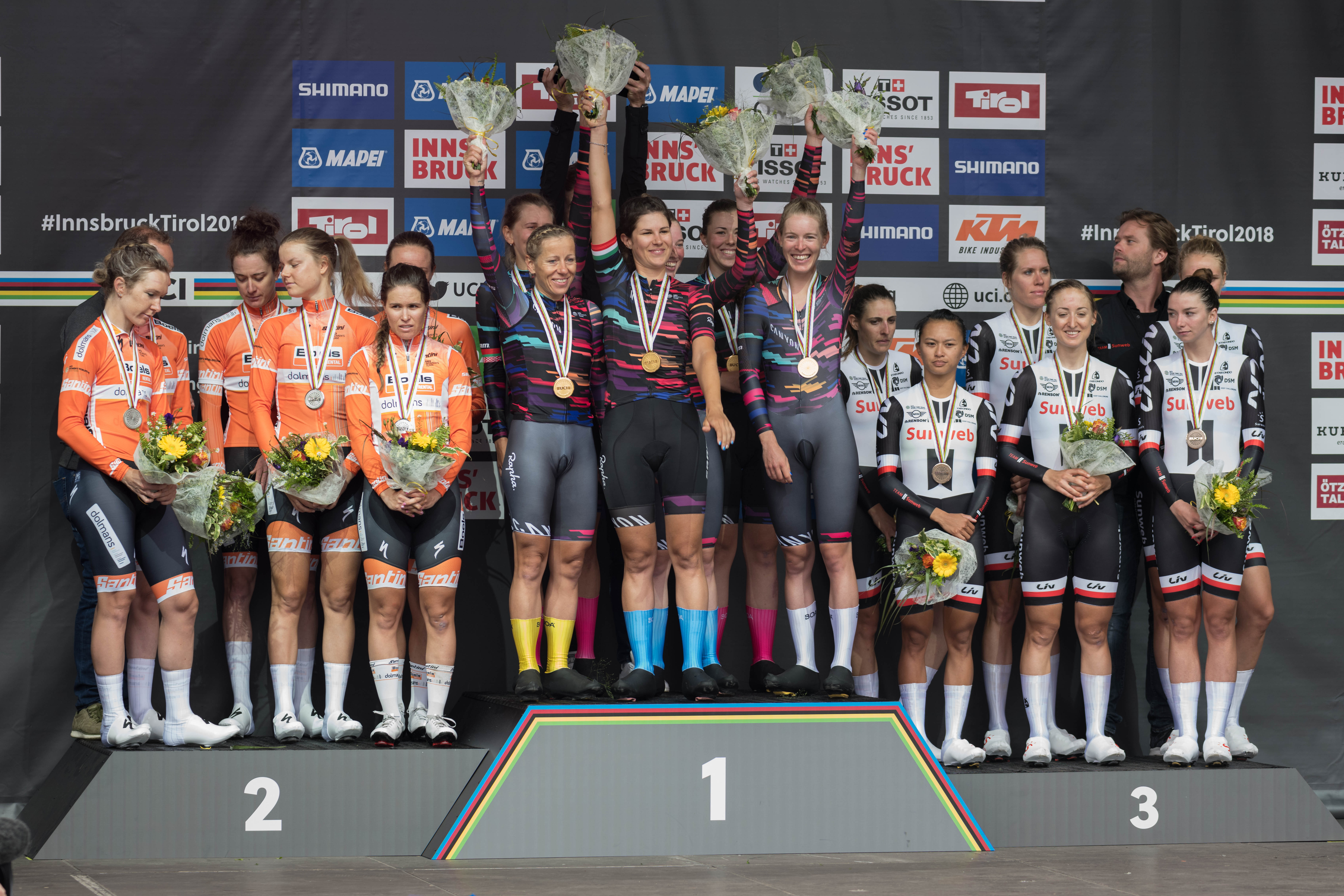
Podium du championnat du monde du contre-la-montre par équipes

L'effectif voit l'arrivée de Katarzyna Niewiadoma, mais aussi Alice Barnes et Lisa Klein, ainsi que Christa Riffel et Tanja Erath rejoignent l'équipe tandis que Lisa Brennauer, Barbara Guarischi et Mieke Kröger la quittent.
Le début de saison est très prolifique. Hannah Barnes remporte la course par étapes de la Setmana Ciclista Valenciana. Alexis Ryan s'affirme en tant que sprinteuse en étant deux du Circuit Het Nieuwsblad, puis en gagnant le Drentse 8 et en étant deuxième du Tour de Drenthe,. En parallèle, Katarzyna Niewiadoma est deuxième des Strade Bianche, puis remporte en solitaire le Trofeo Alfredo Binda,. Lisa Klein est troisième à Gand-Wevelgem. Katarzyna Niewiadoma est encore aux avant-postes du Tour des Flandres, par contre sa campagne ardennaise est décevante.
Au Festival Elsy Jacobs, Alexis Ryan est troisième du classement général alors que Lisa Klein gagne le prologue. Alena Amialiusik est troisième du Tour de Yorkshire, tout comme Katarzyna Niewiadoma au Tour de Californie. L'équipe gagne deux étapes du Tour de Thuringe grâce à Elena Cecchini et Alice Barnes. Sur les championnats nationaux, Hannah Barnes remporte le titre en contre-la-montre. Alena Amialiusik réalise le doublé en Biélorussie. Katarzyna Niewiadowa est septième du Tour d'Italie. Lisa Klein est deuxième du BeNe Ladies Tour, Trixi Worrack en a également gagné une étape. Elena Cecchini est quatrième de l'Open de Suède Vårgårda. Katarzyna Niewiadoma cinquième du Tour de Norvège. Elena Cecchini est encore quatrième à Plouay. Katarzyna Niewiadoma gagne le Tour de l'Ardèche et une étape.
En septembre, Canyon-SRAM s'adjuge le championnat du monde contre-la-montre par équipes. En octobre, Elena Cecchini devient championne d'Italie du contre-la-montre. Enfin Hannah Barnes est deuxième  du Tour du Guangxi. Canyon-SRAM est quatrième des classements par équipes UCI et UCI World Tour.

#### Saison 2019

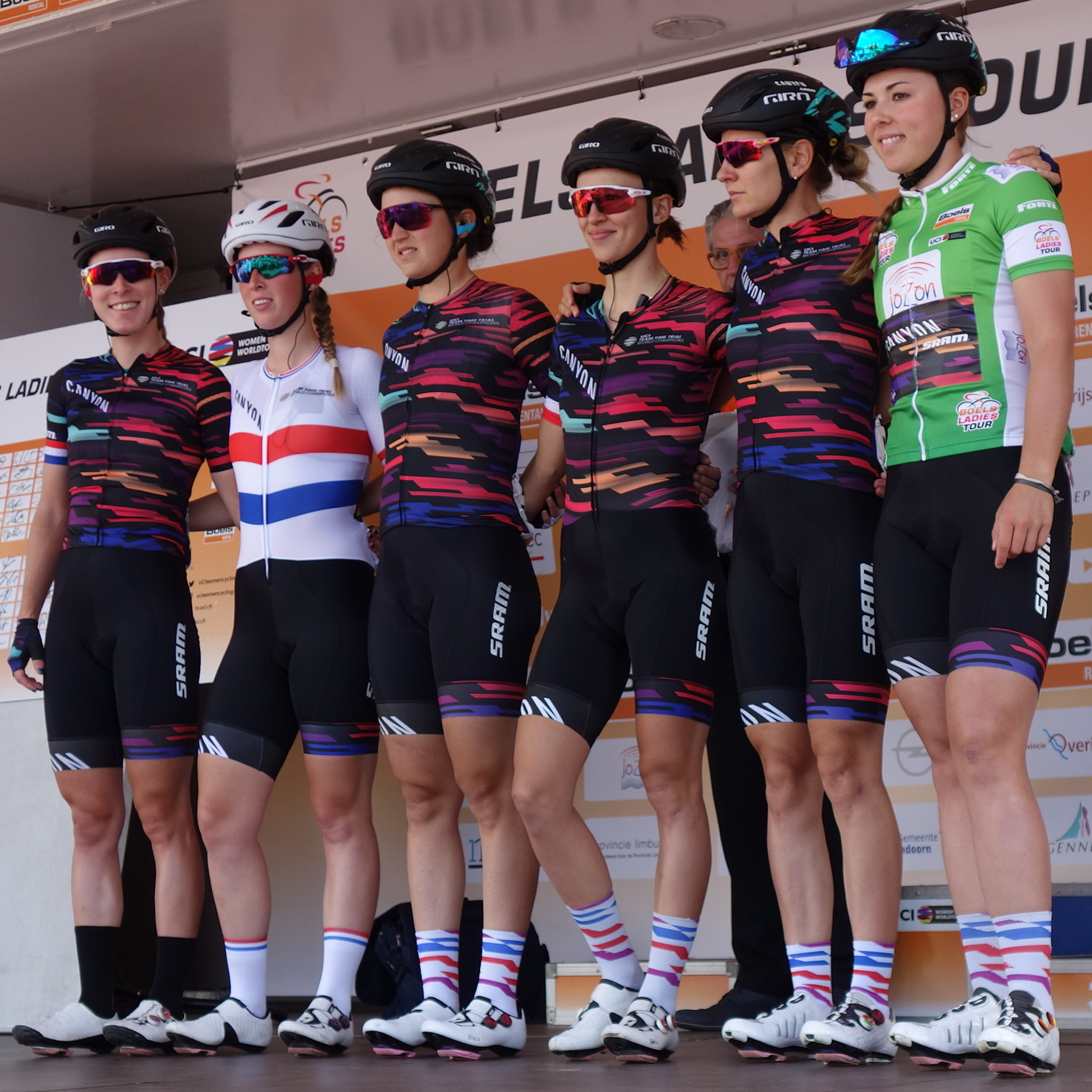
Au Boels Ladies Tour

L'effectif est quasiment stable. Le départ de l'Allemande Trixi Worrack est le principal changement.
Katarzyna Niewiadoma est comme à son habitude très active tout au long de la saison. Elle est troisième des Strade Bianche, puis sixième du Trofeo Alfredo Binda et du Tour des Flandres. À l'Amstel Gold Race, elle produit une violente accélération dans la dernière montée du Cauberg et s'adjuge la victoire. Elle est sixième de la Flèche wallonne et de Liège-Bastogne-Liège, puis cinquième du Tour de Californie. Elle se classe deuxième du Women's Tour puis cinquième du Tour d'Italie et quatrième du Tour de Norvège. Lisa Klein performe sur les contre-la-montres et les courses à étapes plates. Elle remporte ainsi l'Healthy Ageing Tour et le BeNe Ladies Tour. Elle est championne d'Allemagne du contre-la-montre, deuxième du championnat d'Europe et cinquième du championnats du monde de la discipline. Elle est troisième du championnat d'Europe sur route. Elle remporte par ailleurs une étape du Tour de Thuringe et du Boels Ladies Tour, course dont elle prend la troisième place. Elena Cecchini est deuxième du championnat d'Europe sur route et championne d'Italie du contre-la-montre. Elle gagne aussi une étape du Tour de Thuringe. Alice Barnes réalise le doublé lors des championnats de Grande-Bretagne. Omer Shapira gagne le championnat d'Israël sur route et démontre de bonnes capacités de grimpeuses. Rotem Gafinovitz est championne d'Israël du contre-la-montre. Hannah Ludwig est championne d'Europe espoir du contre-la-montre. Katarzyna Niewiadoma est septième du classement UCI et quatrième du World Tour. Canyon-SRAM est quatrième et sixième de ces classements.

#### Saison 2020

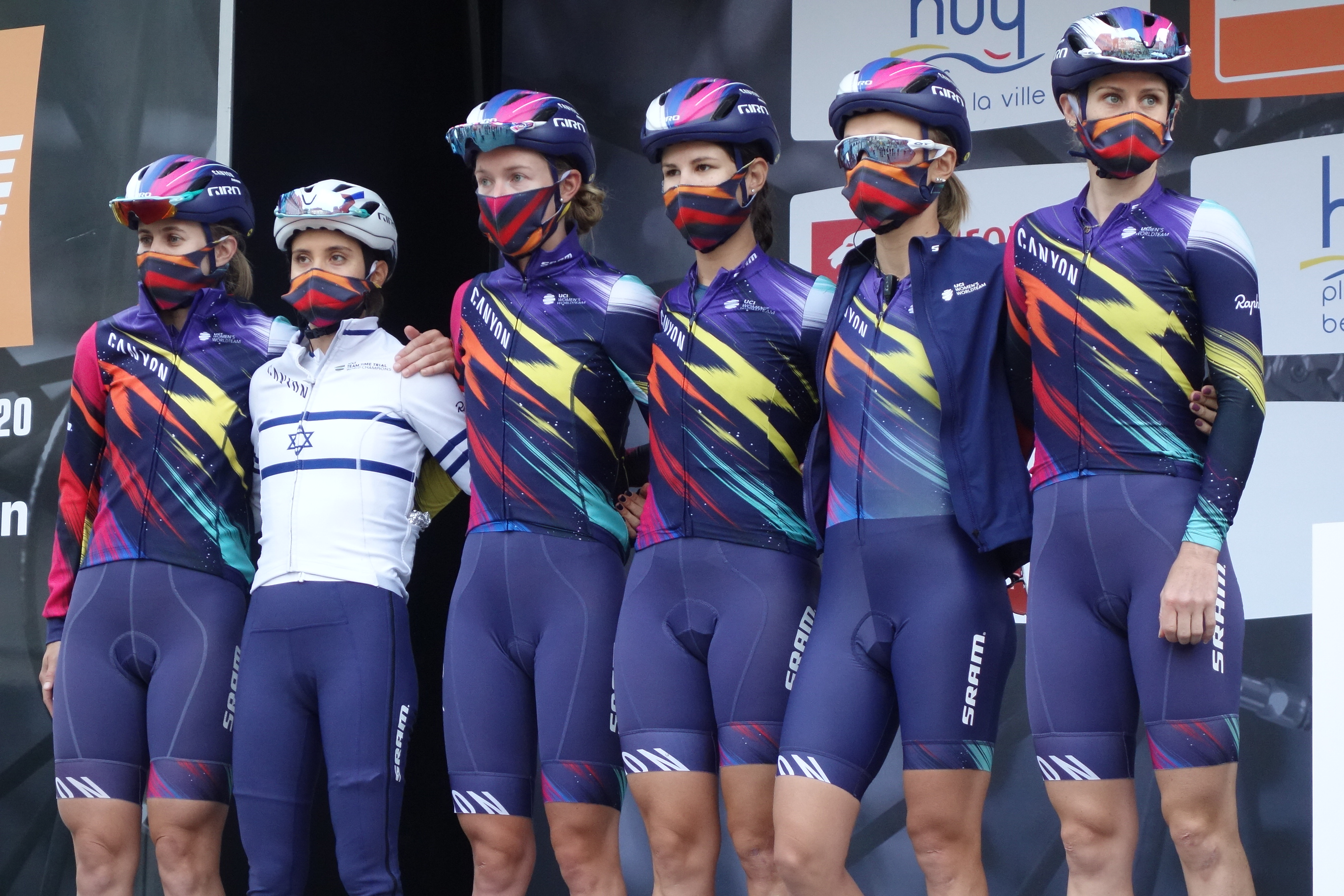
Équipe au départ de la Flèche wallonne

L'effectif est stable avec le recrutement de la néo-professionnelle Jessica Pratt. La leader de l'équipe Katarzyna Niewiadoma est quelque peu en retrait par rapport aux années précédentes. Elle se classe deuxième du Tour d'Italie sans toutefois avoir pesé sur la course. Elle est troisième des championnats d'Europe sur route et est quatrième de La course by Le Tour de France. Elle est enfin septième des championnats du monde.  Elena Cecchini est cinquième du Grand Prix de Plouay. Hannah Barnes prend la bonne échappée de Liège-Bastogne-Liège et finit sixième. Sa sœur Alice réalise la même performance aux Trois Jours de La Panne, tout comme Alena Amialiusik au Tour des Flandres. Katarzyna Niewiadoma est onzième du classement UCI et treizième du World Tour. Canyon-SRAM est neuvième du premier classement et sixième du second.

#### Saison 2021
L'effectif est renouvelé. Les principales recrues sont la championne du monde du contre-la-montre 2019 Chloe Dygert et la polyvalente Mikayla Harvey. Au niveau des départs, Pauline Ferrand-Prévot et Elena Cecchini quittent l'équipe.
Katarzyna Niewiadoma est quatrième du Trofeo Alfredo Binda, puis deuxième de la Flèche wallonne avant d'être quatrième de Liège-Bastogne-Liège. Elle ne participe pas au Tour d'Italie pour se consacrer aux Jeux olympiques où elle prend la quatorzième place. Elle prend la médaille de bronze aux championnats de monde. Elise Chabbey est une des révélations de la saison. Souvent à l'attaque, elle gagne une étape du Tour de Suisse, est dixième du Tour d'Italie et troisième du Ceratizit Challenge by La Vuelta. Lisa Klein gagne deux étapes et le classement général du Baloise Ladies Tour. Elle est également quatrième des championnats d'Europe du contre-la-montre. Chloe Dygert remporte le championnat des États-Unis du contre-la-montre puis participe aux Jeux olympiques, elle doit néanmoins arrêter sa saison à cause de ses blessures de 2020. Alena Amialiusik remporte une étape du Tour de Belgique. Alice Barnes en fait de même à la Semaine cycliste valencienne. Katarzyna Niewiadoma est septième du classement mondial et du World Tour. Canyon-SRAM est sixième des deux classements par équipes.

#### Saison 2022
L'effectif est partiellement renouvelé. Soraya Paladin, Pauliena Rooijakkers, Sarah Roy et Shari Bossuyt rejoignent l'équipe, tandis que  Hannah Barnes, Alexis Ryan, Omer Shapira et Hannah Ludwig font le chemin inverse.
Katarzyna Niewiadoma commence la saison par une quatrième place aux Strade Bianche. Elle est cinquième de l'Amstel Gold Race, troisième du Women's Tour et surtout troisième du Tour de France. Parmi les meilleures au championnat du monde, elle finit huitième. Elise Chabbey est troisième d'À travers les Flandres, puis quatrième de Paris-Roubaix. Elle se classe sixième du Grand Prix de Plouay après avoir été très active. Pauliena Rooijakkers est deuxième du Tour du Pays basque et troisième du Tour de Suisse. Elle rapporte également l'unique victoire sur route de l'équipe de la saison à la Durango-Durango Emakumeen Saria. Sur piste, Shari Bossuyt remporte le championnat du monde de la course à l'américaine. Soraya Paladin est troisième du Trofeo Alfredo Binda-Comune di Cittiglio. Katarzyna Niewiadoma est treizième du classement UCI et onzième du World Tour. Canyon-SRAM est sixième des deux classements par équipes.

## Classements UCI
Ce tableau présente les places de l'équipe au classement de l'Union cycliste internationale en fin de saison, ainsi que la meilleure cycliste au classement individuel de chaque saison,.
| Classement UCI | Classement UCI         | Classement UCI                              | Classement UCI |
| Année          | Classement par équipes | Meilleure coureuse au classement individuel |                |
| -------------- | ---------------------- | ------------------------------------------- | -------------- |
| 2002           | 11e                    | Amber Neben (24e)                           |                |
| 2003           | 8e                     | Deirdre Demet-Barry (20e)                   |                |
| 2004           | 8e                     | Deirdre Demet-Barry (15e)                   |                |
| 2005           | 9e                     | Ina-Yoko Teutenberg (15e)                   |                |
| 2006           | 5e                     | Judith Arndt (5e)                           |                |
| 2007           | 1re                    | Judith Arndt (3e)                           |                |
| 2008           | 1re                    | Judith Arndt (2e)                           |                |
| 2009           | 2e                     | Ina-Yoko Teutenberg (5e)                    |                |
| 2010           | 3e                     | Judith Arndt (2e)                           |                |
| 2011           | 2e                     | Judith Arndt (3e)                           |                |
| 2012           | 2e                     | Evelyn Stevens (4e)                         |                |
| 2013           | 2e                     | Ellen van Dijk (3e)                         |                |
| 2014           | 2e                     | Lisa Brennauer (5e)                         |                |
| 2015           | 4e                     | Lisa Brennauer (7e)                         |                |
| 2016           | 5e                     | Lisa Brennauer (18e)                        |                |
| 2017           | 7e                     | Lisa Brennauer (16e)                        |                |
| 2018           | 4e                     | Katarzyna Niewiadoma (9e)                   |                |
| 2019           | 4e                     | Katarzyna Niewiadoma (7e)                   |                |
| 2020           | 9e                     | Katarzyna Niewiadoma (11e)                  |                |
| 2021           | 6e                     | Katarzyna Niewiadoma (7e)                   |                |
| 2022           | 6e                     | Katarzyna Niewiadoma (13e)                  |                |
| 2023           | 3e                     | Katarzyna Niewiadoma (6e)                   |                |
| 2024           | 3e                     | Katarzyna Niewiadoma (7e)                   |                |
|                |                        |                                             |                |
| Source : UCI   |                        |                                             |                |

L'équipe a intégré la Coupe du monde sous le nom de T-Mobile. Le tableau ci-dessous présente les classements de l'équipe sur ce circuit, ainsi que sa meilleure coureuse au classement individuel.
| Coupe du monde | Coupe du monde         | Coupe du monde                              | Coupe du monde |
| Année          | Classement par équipes | Meilleure coureuse au classement individuel |                |
| -------------- | ---------------------- | ------------------------------------------- | -------------- |
| 2003           | -                      | Kristin Armstrong (26e)                     |                |
| 2004           | -                      | Amber Neben (39e)                           |                |
| 2005           | -                      | Ina-Yoko Teutenberg (8e)                    |                |
| 2006           | 2e                     | Ina-Yoko Teutenberg (2e)                    |                |
| 2007           | 3e                     | Ina-Yoko Teutenberg (3e)                    |                |
| 2008           | 1re                    | Judith Arndt (1re)                          |                |
| 2009           | 5e                     | -                                           |                |
| 2010           | 2e                     | Judith Arndt (5e)                           |                |
| 2011           | 2e                     | Judith Arndt (4e)                           |                |
| 2012           | 3e                     | Evelyn Stevens (3e)                         |                |
| 2013           | 3e                     | Ellen van Dijk (3e)                         |                |
| 2014           | 3e                     | Chantal Blaak (9e)                          |                |
| 2015           | 5e                     | Alena Amialiusik (7e)                       |                |
|                |                        |                                             |                |
| Source : UCI   |                        |                                             |                |

En 2016, l'UCI World Tour féminin vient remplacer la Coupe du monde.
| UCI World Tour | UCI World Tour         | UCI World Tour                              | UCI World Tour |
| Année          | Classement par équipes | Meilleure coureuse au classement individuel |                |
| -------------- | ---------------------- | ------------------------------------------- | -------------- |
| 2016           | 4e                     | Alena Amialiusik (12e)                      |                |
| 2017           | 5e                     | Elena Cecchini (13e)                        |                |
| 2018           | 4e                     | Katarzyna Niewiadoma (8e)                   |                |
| 2019           | 6e                     | Katarzyna Niewiadoma (4e)                   |                |
| 2020           | 6e                     | Katarzyna Niewiadoma (13e)                  |                |
| 2021           | 6e                     | Katarzyna Niewiadoma (7e)                   |                |
| 2022           | 6e                     | Katarzyna Niewiadoma (11e)                  |                |
| 2023           | 2e                     | Katarzyna Niewiadoma (5e)                   |                |
| 2024           | 3e                     | Katarzyna Niewiadoma (6e)                   |                |
|                |                        |                                             |                |
| Source : UCI   |                        |                                             |                |

## Principales victoires

### Classiques

#### Épreuves de Coupe du monde et World Tour
L'équipe a gagné les épreuves de Coupe du monde suivantes :
- Flèche wallonne féminine : 2012 (Evelyn Stevens), 2024 (Katarzyna Niewiadoma)
- Tour des Flandres : 2008 (Judith Arndt), 2009 (Ina-Yoko Teutenberg)
- Trofeo Alfredo Binda-Comune di Cittiglio : 2018 (Katarzyna Niewiadoma)
- Tour de Drenthe : 2008 (Chantal Beltman)
- Coupe du monde cycliste féminine de Montréal : 2006, 2008 (Judith Arndt)
- Tour de Nuremberg : 2008 (Judith Arndt)
- Rotterdam Tour : 2005, 2006 (Ina-Yoko Teutenberg)
- Open de Suède Vårgårda : 2007 (Chantal Beltman)
- Open de Suède Vårgårda TTT : 2011 (HTC-Highroad), 2012, 2013, 2014 (Specialized-Lululemon)
- Geelong World Cup : 2006 (Ina-Yoko Teutenberg)
- Tour de l'île de Chongming : 2010, 2011 (Ina-Yoko Teutenberg)
- Tour de Bochum : 2015 (Barbara Guarischi)
- Amstel Gold Race : 2019 (Katarzyna Niewiadoma)

#### Semi-classiques
L'équipe a gagné les épreuves de catégorie UCI 1.1 suivantes :
- Liberty Classic : 2005, 2007 (Ina-Yoko Teutenberg), 2008 (Chantal Beltman), 2009, 2010, 2012 (Ina-Yoko Teutenberg)
- Tour de Bochum : 2004 (Deirdre Demet-Barry), 2010 (Ellen van Dijk), 2011 (Adrie Visser)
- Drentse 8 van Dwingeloo : 2008, 2009, 2010 (Ina-Yoko Teutenberg), 2012 (Chloe Hosking), 2014 (Chantal Blaak)
- Grand Prix de la ville de Roulers : 2011 (Amber Neben)
- Grand Prix cycliste de Gatineau : 2012 (Ina-Yoko Teutenberg)
- Tour d'Overijssel : 2014 (Lisa Brennauer)
- Chrono champenois : 2011 (Judith Arndt), 2013 (Ellen van Dijk)
- Chrono des Nations : 2011 (Amber Neben)
- Chrono Gatineau : 2012 (Clara Hughes), 2014 (Tayler Wiles)
- Dwars door de Westhoek : 2015 (Élise Delzenne)

### Grands tours
| - Tour d'Italie féminin - Participations : 17 (2007-2028) - Victoires d'étapes : 24 - 3 en 2007 : Judith Arndt, Ina-Yoko Teutenberg (2) - 4 en 2008 : Ina-Yoko Teutenberg (4) - 3 en 2009 : Mara Abbott, Judith Arndt, Ina-Yoko Teutenberg - 5 en 2010 : Ina-Yoko Teutenberg (4), Evelyn Stevens - 2 en 2011 : Ina-Yoko Teutenberg (2) - 1 en 2012 : Evelyn Stevens - 1 en 2013 : Ellen van Dijk - 1 en 2015 : Barbara Guarischi - 1 en 2016 : Tiffany Cromwell - 1 en 2017 : Hannah Barnes - 1 en 2019 : Canyon-SRAM - 1 en 2023 : Antonia Niedermaier - Victoire finale : 0 - Podiums : 2009 (Mara Abbott), 2010, 2011 (Judith Arndt), 2012 (Evelyn Stevens), 2020 (Katarzyna Niewiadoma) - Classement annexe : 2 - Classement par points : 2008 (Ina-Yoko Teutenberg) - Classement de la montagne : 2009 (Mara Abbott) | - Tour de France Femmes - Participations : 2(2022-2023) - Victoires d'étapes : 1 - 1 en 2023 : Ricarda Bauernfeind - Victoire finale : 1 - 1 en 2024 : Katarzyna Niewiadoma - Podiums : 2022 et 2023 (Katarzyna Niewiadoma) - Classement annexe : - Classement de la montagne : 2023 (Katarzyna Niewiadoma) - Tour de l'Aude - Participations : 6 (2004, 2006, 2007, 2008, 2009, 2010) - Victoires d'étapes : 17 - 2 en 2004 : Deirdre Demet-Barry (2) - 2 en 2006 : Ina-Yoko Teutenberg (2) - 3 en 2007 : Judith Arndt, Linda Villumsen, Ina-Yoko Teutenberg - 3 en 2008 : Judith Arndt, Ina-Yoko Teutenberg (2) - 4 en 2009 : Linda Villumsen, Ina-Yoko Teutenberg (3) - 3 en 2010 : Ina-Yoko Teutenberg (3) - Victoire finale : 0 - Podiums : 2007, 2008 (Judith Arndt) - Classement annexe : 1 - Classement de la montagne : 2008 (Judith Arndt) |

### Compétitions internationales

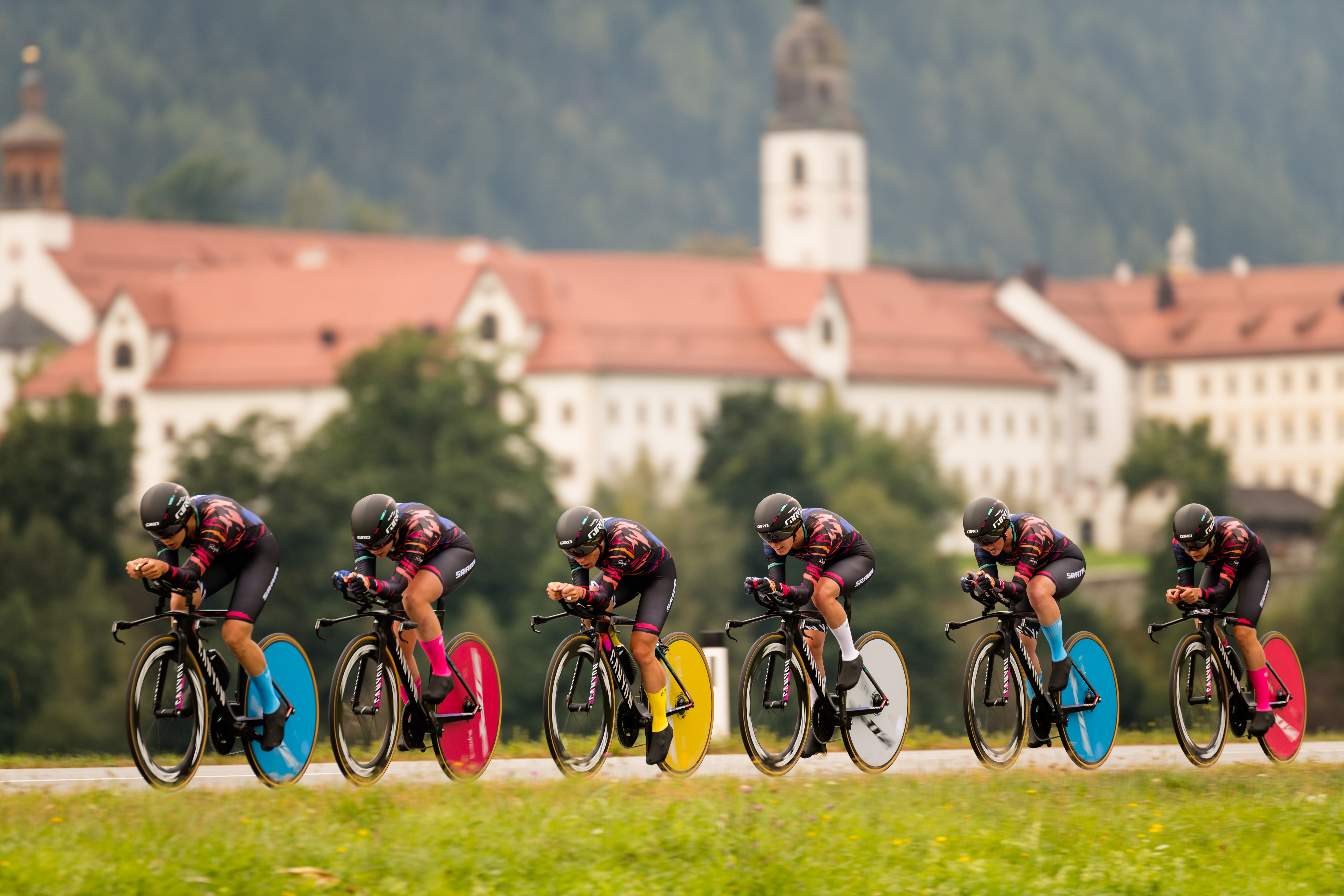
L'équipe Canyon-SRAM décroche en 2018 un cinquième titre mondial du contre-la-montre par équipes.

Les compétitions suivantes sont disputées en sélections nationales.
Championnats du monde
- Course aux points : 1
  - 2007 (Katherine Bates)
- Championnat du monde du contre-la-montre individuel : 3
  - 2011 (Judith Arndt)
  - 2013 (Eleonora van Dijk)
  - 2014 (Lisa Brennauer)
- Championnat du monde du contre-la-montre par équipes de marques : 5
  - 2012 (Charlotte Becker, Amber Neben, Evelyn Stevens, Ina-Yoko Teutenberg, Eleonora van Dijk et Trixi Worrack)
  - 2013 (Lisa Brennauer, Katie Colclough, Carmen Small, Evelyn Stevens, Eleonora van Dijk et Trixi Worrack)
  - 2014  (Chantal Blaak, Lisa Brennauer, Karol-Ann Canuel, Carmen Small, Evelyn Stevens et Trixi Worrack)
  - 2015  (Alena Amialiusik, Lisa Brennauer, Karol-Ann Canuel, Barbara Guarischi, Mieke Kröger et Trixi Worrack)
  - 2018 (Alena Amialiusik, Alice Barnes, Hannah Barnes, Elena Cecchini, Lisa Klein,  Trixi Worrack)

Championnats d'Europe
- Championnats d'Europe : 2
  - Contre-la-montre espoirs : 2009 (Ellen van Dijk), 2015 (Mieke Kröger)

Jeux européens
- Jeux européens : 1
  - Course en ligne : 2015 (Alena Amialiusik)

Jeux panaméricains
- Jeux panaméricains : 4
  - Contre-la-montre : 2003 (Kimberly Bruckner), 2005 (Kristin Armstrong), 2012 (Amber Neben) et 2014 (Evelyn Stevens)

### Championnats nationaux
| Cyclisme sur route - Championnats d'Allemagne sur route : 14 - Course en ligne : 2008 (Luise Keller), 2009, 2011 (Ina-Yoko Teutenberg), 2013 (Trixi Worrack), 2014 (Lisa Brennauer), 2015 (Trixi Worrack), 2016 (Mieke Kröger) - Contre-la-montre : 2010, 2011 (Judith Arndt), 2013, 2014 (Lisa Brennauer), 2015 (Mieke Kröger), 2016 et 2017 (Trixi Worrack), 2019 (Lisa Klein) - Championnats d'Australie sur route : 1 - Course en ligne : 2008 (Oenone Wood) - Critérium espoirs : 2010 (Chloe Hosking) - Championnats de Biélorussie sur route : 4 - Course en ligne : 2015 et 2018 (Alena Amialiusik) - Contre-la-montre : 2015 et 2018 (Alena Amialiusik) - Championnats du Canada sur route : 3 - Course en ligne : 2006 (Lyne Bessette) - Contre-la-montre : 2012 (Clara Hughes), 2015 (Karol-Ann Canuel) - Championnats du Danemark sur route : 4 - Course en ligne : 2008 et 2009 (Linda Villumsen) - Contre-la-montre : 2008 et 2009 (Linda Villumsen) - Championnats des États-Unis sur route : 10 - Course en ligne : 2003 (Amber Neben), 2004 (Kristin Armstrong), 2023 (Chloe Dygert) - Contre-la-montre : 2003 (Kimberly Bruckner), 2005 (Kristin Armstrong), 2010, 2011 (Evelyn Stevens), 2012 (Amber Neben), 2021 et 2023 (Chloe Dygert) - Contre-la-montre-espoir : 2005 (Rebecca Much) - Championnats de Grande-Bretagne sur route : 4 - Course en ligne : 2016 (Hannah Barnes), 2019 (Alice Barnes) - Contre-la-montre : 2018 (Hannah Barnes), 2019 (Alice Barnes) - Course en ligne espoirs : 2012 (Katie Colclough) - Championnats d'Italie sur route : 2 - Course en ligne : 2016 (Elena Cecchini) - Contre-la-montre : 2018 (Elena Cecchini) - Championnats d'Israël sur route : 5 - Course en ligne : 2019, 2020, 2021 (Omer Shapira) - Contre-la-montre : 2019 (Rotem Gafinovitz), 2020 (Omer Shapira) - Championnats des Pays-Bas sur route : 2 - Contre-la-montre : 2012 et 2013 (Eleonora van Dijk) - Championnats de Pologne sur route : 1 - Contre-la-montre : 2023 (Agnieszka Skalniak-Sójka) - Championnats de Suède sur route : 5 - Course en ligne : 2008 et 2010 (Emilia Fahlin) - Contre-la-montre : 2009, 2010 et 2011 (Emilia Fahlin) | Cyclisme sur piste - Championnats d'Allemagne sur piste : 1 - Omnium : 2018 (Lisa Klein) - Championnats de France sur piste : 4 - Course aux points : 2014 et 2015 (Élise Delzenne) - Poursuite individuelle : 2015 (Élise Delzenne) - Scratch : 2015 (Élise Delzenne) - Championnats d'Italie sur piste : 1 - Poursuite par équipes : 2016 (Elena Cecchini) - Championnats des Pays-Bas sur piste : 3 - Américaine : 2011 (Eleonora van Dijk) - Poursuite individuelle : 2010 et 2011 (Eleonora van Dijk) Cyclo-cross - championnats d'Allemagne de cyclo-cross : 1 - Élites : 2013 (Trixi Worrack) - Championnats du Canada de cyclo-cross : 1 - Élites : 2006 (Lyne Bessette) |

## Coureuses de l'équipe
Ce tableau présente les résultats obtenus au sein de l'équipe par une sélection de coureuses qui se sont distinguées soit par le rôle de leader ou de capitaine de route qui leur a été attribué pendant tout ou partie de leur passage dans l'équipe, leur longévité au sein de celle-ci, soit en remportant une course majeure pour l'équipe. La majorité des coureuses citées se distinguent par plusieurs de ces caractéristiques.
| Nom                  | Naissance | Nationalité | Arrivée   | Départ    | Résultats |
| Kimberly Anderson    | 1968      | États-Unis  | 2003 2005 | 2004 2010 | Route de France (2009) |
| Kristin Armstrong    | 1973      | États-Unis  | 2003      | 2005      | Championnat des États-Unis sur route (2004) Championnat des États-Unis du contre-la-montre (2005) Jeux panaméricains contre-la-montre (2005) |
| Kimberly Bruckner    | 1970      | États-Unis  | 2003      | 2004      | Championnat des États-Unis du contre-la-montre (2003) |
| Deirdre Demet-Barry  | 1972      | États-Unis  | 2003      | 2004      | 2 étapes du Tour de l'Aude · Médaillée d'argent du contre-la-montre aux Jeux olympiques de 2004 |
| Amber Neben          | 1975      | États-Unis  | 2003 2011 | 2004 2012 | Championnat des États-Unis sur route (2003) Tour du Grand Montréal (2003) Championnat des États-Unis du contre-la-montre (2012) Jeux panaméricains contre-la-montre (2012) |
| Ina-Yoko Teutenberg  | 1974      | Allemagne   | 2005      | 2013      | 13 étapes du Tour d'Italie 11 étapes du Tour de l'Aude Rotterdam Tour (2005, 2006) Geelong World Cup (2006) Tour des Flandres (2009) Championnat d'Allemagne sur route (2009, 2011) Tour de l'île de Chongming (2010, 2011) |
| Judith Arndt         | 1976      | Allemagne   | 2006      | 2011      | 2 étapes du Tour d'Italie 2 étapes du Tour de l'Aude Coupe du monde cycliste féminine de Montréal (2006, 2008) Tour de Thuringe (2007, 2008) Tour des Flandres (2008) Tour du Grand Montréal (2008) Tour de Nuremberg (2008) Tour de Toscane (2008) Championnats d'Allemagne contre-la-montre (2010, 2011) 2e du Tour d'Italie (2010) 3e du Tour d'Italie (2011) Championnat du monde contre-la-montre (2011) |
| Chantal Beltman      | 1976      | Pays-Bas    | 2007      | 2009      | Open de Suède Vårgårda (2007) Tour de Drenthe (2008) |
| Emilia Fahlin        | 1988      | Suède       | 2007      | 2012      | Championnat de Suède sur route (2008) Championnat de Suède contre-la-montre (2009, 2010, 2011) |
| Oenone Wood          | 1980      | Australie   | 2007      | 2008      | Tour du Grand Montréal (2007) Championnat d'Australie sur route (2008) |
| Linda Villumsen      | 1985      | Danemark    | 2007      | 2010      | 2 étapes du Tour de l'Aude Championnats d'Europe de cyclisme espoirs (2007) Championnat du Danemark du contre-la-montre (2008, 2009) Championnat du Danemark sur route (2008, 2009) Tour de Thuringe (2009) |
| Mara Abbott          | 1985      | États-Unis  | 2008      | 2009      | 1 étape du Tour d'Italie 2e du Tour d'Italie (2009) |
| Luise Keller         | 1984      | Allemagne   | 2008      | 2010      | Championnat d'Allemagne sur route (2008) Route de France (2008) |
| Ellen van Dijk       | 1987      | Pays-Bas    | 2009      | 2013      | 1 étape du Tour d'Italie Championnat d'Europe du contre-la-montre espoirs (2009) Championnat des Pays-Bas du contre-la-montre (2012, 2013) Championnat du monde contre-la-montre (2013) |
| Evelyn Stevens       | 1983      | États-Unis  | 2010      | 2014      | 2 étapes du Tour d'Italie Championnat des États-Unis du contre-la-montre (2010, 2011) Flèche wallonne (2012) Route de France (2012) 3e du Tour d'Italie (2012) Jeux panaméricains contre-la-montre (2014) Tour de Thuringe (2014) |
| Lisa Brennauer       | 1988      | Allemagne   | 2012      | 2017      | Championnats d'Allemagne contre-la-montre (2013, 2014) Championnat d'Allemagne sur route (2014) Championnat du monde contre-la-montre (2014) Tour de Thuringe (2017) 2e du championnat du monde sur route (2014) |
| Clara Hughes         | 1972      | Canada      | 2012      | 2012      | Championnat du Canada du contre-la-montre (2012) |
| Trixi Worrack        | 1981      | Allemagne   | 2012      | 2018      | Championnat d'Allemagne sur route (2013 et 2015) Championnat d'Allemagne du contre-la-montre (2016 et 2017) Championnat d'Allemagne de cyclo-cross (2013) |
| Carmen Small         | 1980      | États-Unis  | 2013      | 2014      | Championnat des États-Unis du contre-la-montre (2013) |
| Karol-Ann Canuel     | 1988      | Canada      | 2014      | 2015      | Championnat du Canada du contre-la-montre (2015) |
| Mieke Kröger         | 1993      | Allemagne   | 2015      | 2017      | Championnat d'Allemagne du contre-la-montre (2015) Championnat d'Allemagne sur route (2016) Championnat d'Europe du contre-la-montre espoirs (2015) |
| Alena Amialiusik     | 1989      | Biélorussie | 2015      | 2022      | Médaillée d'or de la Course en ligne des Jeux européens · Championne de Biélorussie sur route (2015 et 2018) · Championne de Biélorussie du contre-la-montre (2015 et 2018) · 1 étape du Tour d'Italie |
| Barbara Guarischi    | 1990      | Italie      | 2015      | 2017      | Tour de Bochum (2015) |
| Elena Cecchini       | 1992      | Italie      | 2016      | 2020      | Championne d'Italie sur route (2016) Championne d'Italie du contre-la-montre (2018 et 2019) Tour de Thuringe (2016) |
| Hannah Barnes        | 1993      | Royaume-Uni | 2016      | 2021      | Championne de Grande-Bretagne sur route (2016) Championne de Grande-Bretagne du contre-la-montre (2018) |
| Katarzyna Niewiadoma | 1994      | Pologne     | 2018      |           | Trofeo Alfredo Binda-Comune di Cittiglio (2018) Amstel Gold Race (2019) 2e du Tour d'Italie (2020) 3e du Tour de France (2022 et 2023) 3e des championnats du monde sur route (2021) |
| Alice Barnes         | 1995      | Royaume-Uni | 2018      | 2022      | Championne de Grande-Bretagne sur route (2019) Championne de Grande-Bretagne du contre-la-montre (2019) |
| Lisa Klein           | 1996      | Allemagne   | 2018      | 2022      | Championne d'Allemagne sur route (2019) |
| Chloe Dygert         | 1997      | États-Unis  | 2021      |           | Championne des États-Unis sur route (2023) Championne des États-Unis du contre-la-montre (2021 et 2023) Championne du monde du contre-la-montre (2023) |

## Encadrement de l'équipe
| Année | Code UCI | Nom                                                                         | Cat.       | Vélo        | Encadrement                                                                                                |
| ----- | -------- | --------------------------------------------------------------------------- | ---------- | ----------- | --- |
| 2002  | -        | Cannondale USA Team Team T-Mobile                                           | -          | Cannondale  | Dir. sportif : James Miller, Jean-Paul van Poppel                                                          |
| 2003  | TMO      | Team T-Mobile USA (jusqu'au 7 juin) T-Mobile Women's Cycling Team (8 juin-) | -          | Giant       | Dir. sportif : James Miller                                                                                |
| 2004  | TMO      | T-Mobile Professional Cycling Team                                          | -          | Giant       | Dir. sportif : James Miller, Michael Engleman                                                              |
| 2005  | TMO      | T-Mobile Professional Cycling Team                                          | WT         | Giant       | Manager : Bob Stapleton Dir. sportif : Andrzej Bek, Steve Kiusalas                                         |
| 2006  | TMO      | T-Mobile Professional Cycling Team                                          | WT         | Giant       | Manager : Bob Stapleton Dir. sportif : Andrzej Bek, Bernard Kocis                                          |
| 2007  | TMO      | T-Mobile Women                                                              | WT         | Giant       | Manager : Bob Stapleton Dir. sportif : Petra Rossner, Kristy Scrymgeour, Anna Wilson Millward              |
| 2008  | TMO      | Team High Road Women (jusqu'au 3 juillet) Team Columbia Women (4 juillet-)  | WT         | Giant       | Manager : Bob Stapleton Dir. sportif : Petra Rossner, Kristy Scrymgeour, Ronny Lauke                       |
| 2009  | TCW      | Team Columbia-HTC Women                                                     | WT         | Scott       | Manager : Bob Stapleton Dir. sportif : Petra Rossner, Ronny Lauke                                          |
| 2010  | TCW      | HTC-Columbia Women                                                          | WT         | Scott       | Manager : Bob Stapleton Dir. sportif : René Wenzel, Ronny Lauke                                            |
| 2011  | TCW      | HTC-Highroad Women                                                          | WT         | Scott       | Manager : Bob Stapleton Dir. sportif : Jens Zemke, Ronny Lauke                                             |
| 2012  | SLU      | Team Specialized-Lululemon                                                  | WT         | Specialized | Manager : Kristy Scrymgeour Dir. sportif : Jens Zemke, Ronny Lauke                                         |
| 2013  | SLU      | Team Specialized-Lululemon                                                  | WT         | Specialized | Manager : Kristy Scrymgeour Dir. sportif : Ronny Lauke                                                     |
| 2014  | SLU      | Team Specialized-Lululemon                                                  | WT         | Specialized | Manager : Kristy Scrymgeour Dir. sportif : Ronny Lauke, Beth Duryea                                        |
| 2015  | VEL      | Velocio-SRAM                                                                | WT         | Cervélo     | Manager : Kristy Scrymgeour Dir. sportif : Ronny Lauke, Beth Duryea, Sebastian Nittke, Lars Schiffner      |
| 2016  | LPR      | Canyon SRAM Racing                                                          | WT         | Canyon      | Manager : Ronny Lauke Dir. sportif : Ronny Lauke, Beth Duryea                                              |
| 2017  | LPR      | Canyon SRAM Racing                                                          | WT         | Canyon      | Manager : Ronny Lauke Dir. sportif : Ronny Lauke, Barry Austin, Beth Duryea                                |
| 2018  | CSR      | Canyon // SRAM Racing                                                       | WT         | Canyon      | Manager : Ronny Lauke Dir. sportif : Ronny Lauke, Barry Austin, Beth Duryea                                |
| 2019  | CSR      | Canyon // SRAM Racing                                                       | WT         | Canyon      | Manager : Ronny Lauke Dir. sportif : Ronny Lauke, Beth Duryea, Lars Teutenberg                             |
| 2020  | CSR      | Canyon // SRAM Racing                                                       | World Team | Canyon      | Manager : Ronny Lauke Dir. sportif : Ronny Lauke, Beth Duryea, Rolf Aldag                                  |
| 2021  | CSR      | Canyon // SRAM Racing                                                       | World Team | Canyon      | Manager : Ronny Lauke Dir. sportif : Ronny Lauke, Beth Duryea, Lars Teutenberg, Jörg Werner                |
| 2022  | CSR      | Canyon // SRAM Racing                                                       | World Team | Canyon      | Manager : Ronny Lauke Dir. sportif : Ronny Lauke, Beth Duryea, Lars Teutenberg, Jörg Werner                |
| 2023  | CSR      | Canyon // SRAM Racing                                                       | World Team | Canyon      | Manager : Ronny Lauke Dir. sportif : Magnus Backstedt, Ronny Lauke, Beth Duryea, Jörg Werner, Mario Vonhof |

## Structure de l'équipe

### Statut juridique et légal
L'équipe est tout d'abord américaine et fait partie du programme « '04 Athens Games » du comité olympique américain. À partir de 2005, l'équipe est ensuite séparée de la fédération. La société High Road Sports, inc., dont le siège est à San Luis Obispo en Californie, et dirigé par Bob Stapleton, gère alors l'équipe,,. En 2012, la structure juridique de l'équipe change. Une nouvelle société est fondée : Velocio Sports qui est enregistrée dans le Canton de Zoug. Elle devient l'organe de gestion de l'équipe. Fin 2015, Ronny Lauke fonde la société allemande Lauke Pro Radsport GmbH pour gérer l'équipe Canyon.

### Nationalité
L'équipe est officiellement américaine entre 2002 et 2004. À partir de 2005 et jusqu'en 2010, elle devient allemande. En 2011,  elle est de nouveau américaine. En 2012, elle est allemande. Enfin, de 2013 à 2014 elle est redevenue américaine. En 2015, elle est allemande.

### Direction

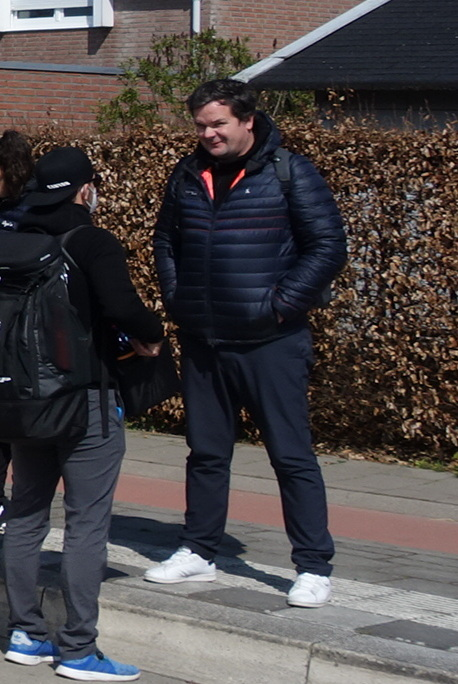
Ronny Lauke en 2021

Si Bob Stapleton, vice-président de T-Mobile après la fusion de sa société Voicestream avec cette dernière, fonde l'équipe, la structure initiale est gérée par le comité olympique américain. En 2005, après avoir quitté ses fonctions chez T-Mobile, Bob Stapleton commence à gérer personnellement l'équipe,,,. En 2007, il reprend également l'équipe masculine,. Il confie la gestion de l'équipe féminine à Kristy Scrymgeour. Toutefois au bout de six mois, Stapleton la convainc de changer de poste et de devenir Marketing and Communications Director pour les deux équipes. Scrymgeour explique qu'il voulait éviter qu'elle ne se concentre exclusivement sur l'équipe féminine. Fin 2011, Kristy Scrymgeour devient dirigeante et propriétaire de la nouvelle structure Velocio Sport. Ronny Lauke, directeur sportif depuis 2008, la remplace à partir de 2016.

### Financement
L'équipe a d'abord été financée par la filiale américaine de l'opérateur de téléphonie mobile T-Mobile USA, Voicestream et le comité olympique américain,. En novembre 2007, T-mobile annonce qu'elle arrête le sponsoring de l'équipe cycliste à la suite des affaires de dopages. Elle indemnise cependant l'équipe pour cette rupture de contrat, et cette dernière a assez d'argent pour poursuivre deux ans. En juin 2008, Columbia Sportswear Company, un équipementier sportif, annonce avoir signé un contrat avec l'équipe T-Mobile dans son ensemble. En juin 2009, le fabricant de téléphones mobiles HTC s'engage comme sponsor-titre de l'équipe à compter du Tour de France et jusque fin 2011. Ce partenariat inclut également l'équipe féminine. En 2012, Specialized, un fabricant de cycle déjà sponsor de l'équipe l'année précédente, et Lululemon Athletica, une entreprise d'habillement sportif située à Vancouver deviennent les sponsors principaux de l'équipe,. Mi-2014, à la suite des retraits des deux précédents partenaires, l'équipe annonce qu'elle recherche des fonds afin de pouvoir continuer. Elle lance un projet de financement participatif nommé Project X, qui rapporte finalement un peu plus de 100 000 dollars américains. En 2015, SRAM, déjà partenaire de l'équipe depuis 2013, devient sponsor principal au côté de Velocio Apparel,. Faute de partenaire, l'équipe annonce en août 2015 devoir s'arrêter à l'issue de la saison. En 2016, la marque de cycle Canyon vient financer une nouvelle structure qui conserve néanmoins la quasi-totalité de l'encadrement et des coureuses.

### Matériel
Les cycles sont fournis de 2003 à 2008 par l'entreprise Giant, de 2009 à 2011 par Scott, de 2012 à 2014 par Specialized, en 2015 par Cervélo et à partir de 2016 par Canyon.

### Budget
En 2003 le budget de l'équipe est compris entre 400 000 et 700 000 dollars américains. En 2014, l'équipe déclare avoir un budget d'environ 1,4 million de dollars américains. 45 % de ce budget est consacré aux salaires, 40 % aux frais de déplacements, 5 % aux véhicules, 4 % au marketing et frais de gestion, 4 % aux assurances et frais d'enregistrement, enfin les 2 % sont utilisés pour le service course.

## Canyon-SRAM zondacrypto en 2025

### Effectif
| Effectif 2025            | Effectif 2025     | Effectif 2025 | Effectif 2025                               |
| Cycliste                 | Date de naissance | Pays          | Équipe précédente                           |
| ------------------------ | ----------------- | ------------- | ------------------------------------------- |
| Wilma Aintila            | 12 avril 2004     | Finlande      | Lotto Dstny Ladies (2024)                   |
| Zoe Bäckstedt            | 24 septembre 2004 | Royaume-Uni   | EF Education-TIBCO-SVB (2023)               |
| Ricarda Bauernfeind      | 1 avril 2000      | Allemagne     | Canyon//SRAM Generation (2022)              |
| Neve Bradbury            | 11 avril 2002     | Australie     |                                             |
| Chiara Consonni          | 24 juin 1999      | Italie        | UAE Team ADQ (2024)                         |
| Tiffany Cromwell         | 6 juillet 1988    | Australie     | Orica-AIS (2013)                            |
| Justyna Czapla           | 24 janvier 2004   | Allemagne     | Canyon//SRAM Generation (2023)              |
| Chloé Dygert             | 1 janvier 1997    | États-Unis    | Sho-Air Twenty20 (2020)                     |
| Rosa Maria Klöser        | 24 juin 1996      | Allemagne     | MAAP x Rose Racing (2024)                   |
| Anastasiya Kolesava      | 2 juin 2000       | Biélorussie   | Canyon//SRAM Generation (2024)              |
| Cecilie Uttrup Ludwig    | 23 août 1995      | Danemark      | FDJ-Suez (2024)                             |
| Maria Martins            | 9 juillet 1999    | Portugal      | Fenix-Deceuninck (2023)                     |
| Antonia Niedermaier      | 20 février 2003   | Allemagne     | Canyon//SRAM Generation (2022)              |
| Katarzyna Niewiadoma     | 29 septembre 1994 | Pologne       | WM3 (2017)                                  |
| Soraya Paladin           | 4 mai 1993        | Italie        | Liv Racing (2021)                           |
| Agnieszka Skalniak-Sójka | 22 avril 1997     | Pologne       | Atom Deweloper-Posciellux.pl-Wrocław (2022) |
| Alice Towers             | 12 octobre 2002   | Royaume-Uni   | Le Col-Wahoo (2022)                         |
| Maike van der Duin       | 12 septembre 2001 | Pays-Bas      | Le Col-Wahoo (2022)                         |
|                          |                   |               |                                             |
| Source : ProCyclingStats |                   |               |                                             |

### Victoires
| Victoires | Victoires                         | Victoires | Victoires | Victoires    | Victoires |
| Date      | Course                            | Pays      | Classe    | Vainqueur    |           |
| --------- | --------------------------------- | --------- | --------- | ------------ | --------- |
| 19 janv.  | 3e étape, Women's Tour Down Under | Australie | 2.WWT     | Chloé Dygert |           |

## Saisons précédentes
| - Saison 2002 - Saison 2003 - Saison 2004 - Saison 2005 - Saison 2006 - Saison 2007 - Saison 2008 - Saison 2009 - Saison 2010 - Saison 2011 - Saison 2012 - Saison 2013 - Saison 2014 | - Saison 2015 - Saison 2016 - Saison 2017 - Saison 2018 - Saison 2019 - Saison 2020 - Saison 2021 - Saison 2022 - Saison 2023 - Saison 2024 |